# Industrielle Revolution in Deutschland

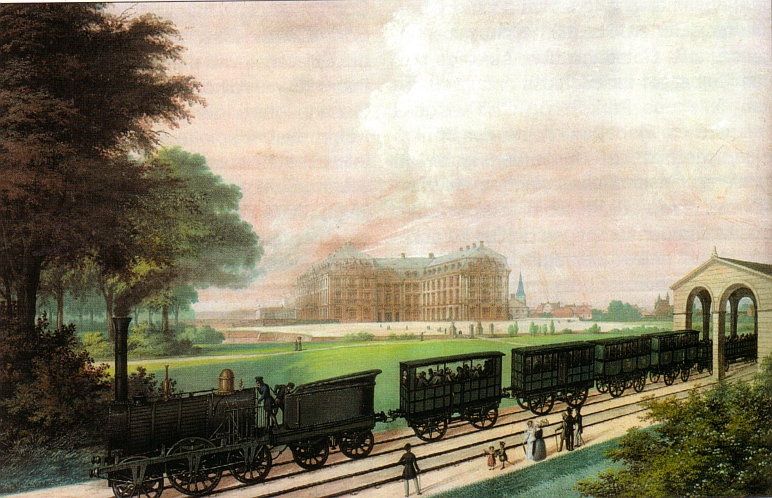
Der Eisenbahnbau als Ausdruck der industriellen Revolution (hier die Bonn-Cölner Eisenbahn um 1844)

Die industrielle Revolution war die Phase des Durchbruchs der Industrialisierung in Deutschland, deren Beginn von Hubert Kiesewetter auf 1815 und von Friedrich-Wilhelm Henning auf 1835 datiert wurde.
Vorausgegangen waren die Zeiträume der Vor- und Frühindustrialisierung. Generell gelten die Jahrzehnte zwischen den 1830er-Jahren und 1873 als Phase des industriellen „take off“ (Walt Rostow). Der industriellen Revolution folgte die Phase der Hochindustrialisierung während des Kaiserreichs. Die (nachholende) industrielle Revolution in Deutschland unterschied sich von der des Pionierlandes Großbritannien dadurch, dass nicht die Textilindustrie, sondern Montanindustrie und Eisenbahnbau die Schlüsselindustrien wurden.
Ein weiteres Kennzeichen war der regionale Charakter der Industrialisierung. Teilweise vor dem Hintergrund älterer Traditionen, teilweise wegen günstiger Lage (z. B. an Handelsstraßen, Flüssen, Kanälen, in der Nähe von Rohstoffvorkommen oder Absatzmärkten) oder aus anderen Gründen konzentrierte sich die industrielle Revolution auf einige regionale Verdichtungszonen. In einigen älteren Gewerbelandschaften, in denen die Anpassung an die neue Zeit nicht gelang, kam es zu Deindustrialisierungsprozessen. Anfänglich war die industrielle Entwicklung zu schwach, um in nennenswertem Umfang neue Arbeitsplätze für eine wachsende Bevölkerung zu schaffen. Im Gegenteil verschärfte die industrielle Konkurrenz die Krise im Handwerk und in vielen traditionellen Gewerbezweigen. Das war eine der Ursachen für den Pauperismus des Vormärz. Erst mit dem Durchbruch der industriellen Revolution entstanden in größerem Umfang neue Arbeitsmöglichkeiten. Im weiteren Verlauf verschob sich die soziale Frage weg von den ländlichen Unterschichten und hin zur wachsenden Arbeiterbevölkerung mit ihren schlechten Wohn- und Arbeitsbedingungen bei meist niedrigen Löhnen.

## Begriffsentwicklung
Der Begriff „industrielle Revolution“ entstand in Frankreich während und nach der französischen Revolution. Er war zeitweise eine Analogie, um den politischen Wandel in Frankreich und die ungefähr gleichzeitig ablaufenden Veränderungen der gewerblichen Produktionsformen in Großbritannien zu vergleichen. Ähnlich war die Verwendung auch noch in den folgenden Jahrzehnten, so z. B. 1827 in einem Bericht der Zeitung Moniteur Universel oder 1837, als Adolphe Jérôme Blanqui den Begriff gebrauchte, um die gewaltsame Entwicklung in Frankreich mit der friedlichen in England zu vergleichen. 1839 wurde er von Natalis Briavoinne (1799–1869) als Prozess- und Epochenbegriff genutzt. Außerhalb Frankreichs taucht er erstmals 1843 bei Wilhelm Schulz und 1845 in Friedrich Engels’ Schrift Die Lage der arbeitenden Klasse in England auf.
Auch Engels verglich die politische Revolution in Frankreich und die gewerbliche Entwicklung in Großbritannien. Für ihn war die industrielle Revolution eine Epochenzäsur. „… kaum kennt die Weltgeschichte ein Ereignis, welches in dem kurzen Zeitraum weniger Menschenalter so außerordentliche Veränderungen hervorgebracht, so gewaltsam in die Schicksale der gebildeten Völker eingegriffen hat und noch eingreifen wird, als die industrielle Revolution, in welche unsere Zeit begriffen ist.“
Wurde der Begriff hier auf die von England ausgehende industrielle Entwicklung begrenzt, hatte schon Schulz ihn auch auf andere Epochen angewandt. Darin folgte ihm vor allem die angelsächsische Tradition etwa mit John Stuart Mill oder Arnold Toynbee. Als Epochenbezeichnung wurde gegen Ende des 19. Jahrhunderts die historische Einmaligkeit der Entstehung der Großindustrie betont, während er als Prozessbezeichnung den Umbruch noch als etwas Unabgeschlossenes deutete. Die Bedeutungsebene als Prozessbegriff verlor im 20. Jahrhundert gegenüber dem Begriff der Industrialisierung allerdings deutlich an Bedeutung.

## Problem der chronologischen Abgrenzung
Unbestritten in der Forschung ist die Ansicht, dass die industrielle Revolution auf teilweise lang zurückliegenden Vorbedingungen beruhte. Einige – wie Simon Smith Kuznets – relativieren daher das Konzept einer Revolution im Sinne eines radikalen Umbruchs angesichts des Entwicklungscharakters stark. Kuznets betrachtete die Zeit von der Mitte des 18. Jahrhunderts bis in die Gegenwart hinein als die Epoche des „modernen Wirtschaftswachstums.“ Die meisten Forscher jedoch hielten und halten an der Vorstellung eines industriellen Durchbruchs im Sinne eines vergleichsweise rasch stark anwachsenden Wirtschaftswachstum auch in der deutschen Entwicklung fest. Umstritten bleibt jedoch die genaue Abgrenzung.
Es hat sich mittlerweile in der Forschung durchgesetzt, vom eigentlichen Beginn der Industrialisierung eine „Vorbereitungsphase“ zu unterscheiden, die etwa um 1790 einsetzte und der die eigentliche Phase des „take offs“ (oder der industriellen Revolution) folgte. Dessen Anfang ist weiterhin umstritten. Friedrich-Wilhelm Henning, Karl Heinrich Kaufhold oder Jürgen Kocka datieren ihren Beginn in die 1830er-Jahre. Reinhard Spree, Richard H. Tilly und auch Hans-Ulrich Wehler sehen den entscheidenden Schritt hin zu einer beschleunigten industriellen Entwicklung in den 1840er-Jahren erreicht. Knut Borchardt schlug gar die 1850er-Jahre als Beginn der industriellen Revolution an.
Bei allen Detaildiskussionen sind sich die neueren Autoren im Wesentlichen einig, dass nach einer längeren Vorlaufphase der Vor- oder Frühindustrialisierung Deutschland spätestens in der Mitte des 19. Jahrhunderts sowohl in quantitativer wie auch qualitativer Hinsicht in das Industriezeitalter eintrat. Dies gilt sowohl für die Ökonomie wie auch für die Gesellschaft.

## Vor-, Früh- und Protoindustrialisierung

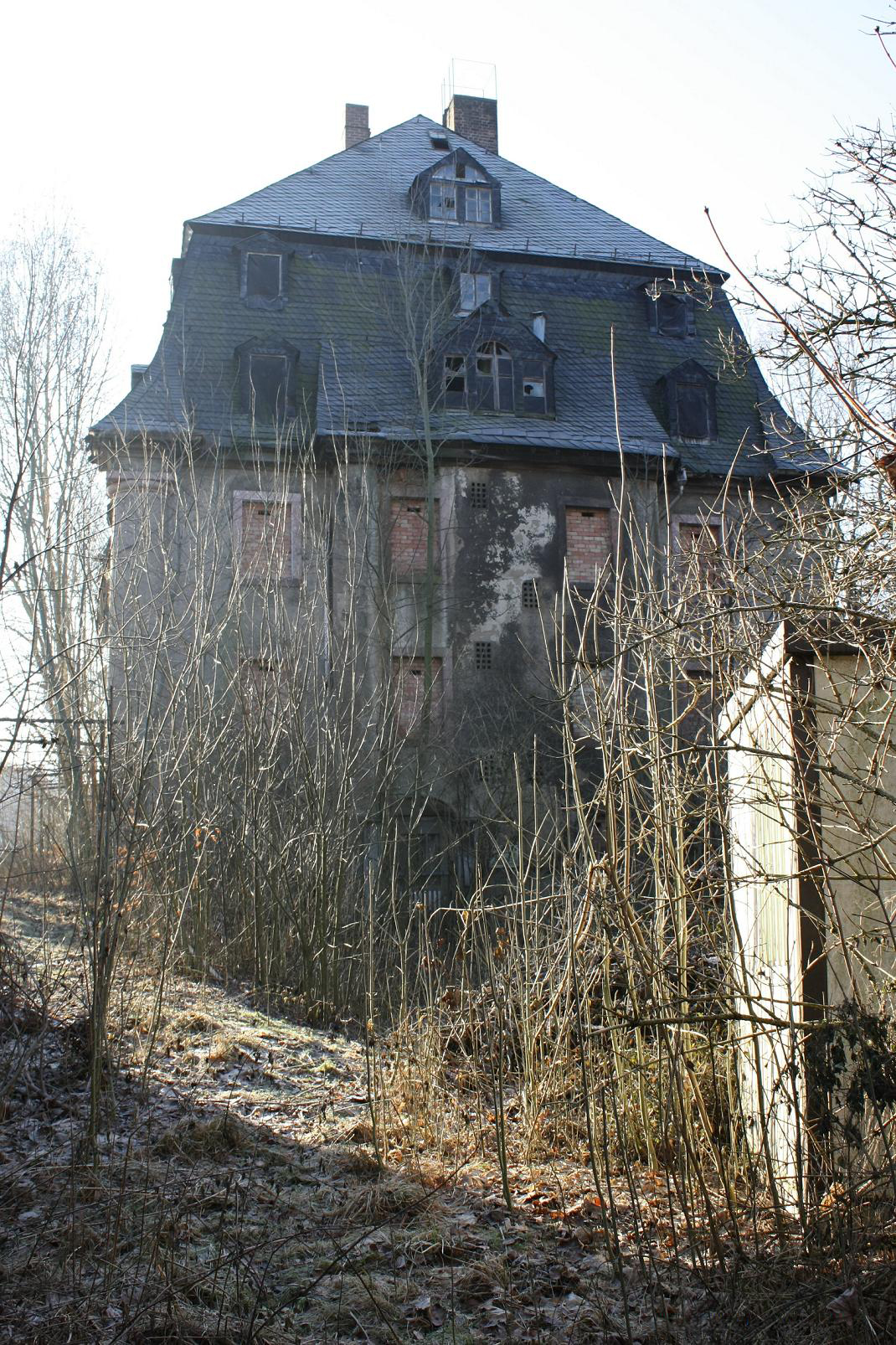
Die Meinertsche Spinnmühle in Lugau bei Chemnitz von 1812, eines der frühesten Fabrikgebäude in Deutschland. Im August 2016 abgerissen.

Die Ausgangssituation für eine industrielle Revolution war in Deutschland deutlich schlechter als im Ursprungsland der Industrialisierung, in Großbritannien. Dazu zählen der fehlende einheitliche Markt, die Vielzahl von Zöllen, Währungen oder Gewichten und die territoriale Zersplitterung im 1806 niedergegangenen Heiligen Römischen Reich. Verkehrstechnisch war das Reich deutlich schlechter erschlossen als England, auch fehlte die überseeische Handels- und Kolonialexpansion. Der Rückstand gegenüber Großbritannien zeigte sich auch in dem in Deutschland wesentlich stärkeren agrarischen Sektor. Zudem hatte in diesem Bereich zu Beginn des 19. Jahrhunderts noch keine vergleichbare „Agrarrevolution“ stattgefunden. Es gab noch starke feudale Elemente und, sieht man einmal von Ostelbien ab, zahlreiche leistungsschwache Kleinbetriebe, die vielfach noch mit alten Methoden wirtschafteten und als Subsistenzbetriebe kaum mit dem Markt verbunden waren. Hinzu kamen weitere Aspekte. Trotz des Merkantilismus im 18. Jahrhundert hielten etwa im Bereich des Handwerks die Zünfte an alten wirtschaftlichen Regulierungsinstrumenten fest.
Auch in den deutschen Ländern gab es seit der frühen Neuzeit vorbereitende Entwicklungen. Werner Conze grenzte eine vorbereitende Phase etwa auf die Zeit zwischen 1770 und 1850 ein. Dazu zählte ein in der Mitte des 18. Jahrhunderts einsetzendes stärkeres Bevölkerungswachstum. Das verstärkte die Nachfrage und vergrößerte das Arbeitskräftepotential.

### Protoindustrie und Heimgewerbe
Zwar befand sich das Zunfthandwerk um 1800 in der Krise, aber es gab im gewerblichen Bereich nicht nur stagnierende Entwicklungen. In den Manufakturen mit etwa 100.000 Arbeitskräften gab es in gewissem Umfang eine Art Massenproduktion mit Arbeitsteilung. Das Verlagssystem (Protoindustrie) war in einigen Regionen bereits im späten Mittelalter und vor allem der frühen Neuzeit entstanden. So spezialisierten sich die landarmen Schichten in Ostwestfalen, Schlesien, Sachsen und anderen Gebieten auf die heimgewerbliche Herstellung von Leinen, das von Händlern aufgekauft und auf dem überregionalen Markt vermarktet wurde. Man schätzt, dass immerhin eine Million Menschen um 1800 in diesem Bereich beschäftigt waren.
Diese und andere Entwicklungen auch im Eisen- und Metallgewerbe und anderen Bereichen ließen bereits verschiedene regionale Zentren gewerblicher Verdichtung entstehen. In den westlichen preußischen Provinzen Rheinland und Westfalen waren dies etwa der bergisch-märkische Raum und das Siegerland mit Ausläufern ins Sauerland. Ähnliche Zusammenhänge gab es im Rheinland, wo Eisen aus der Eifel zwischen Aachen, Eschweiler, Stolberg und Düren weiterverarbeitet wurde. Vor allem aber konzentrierte sich in diesem Gebiet die Messing-, Zink- und Bleiproduktion. In Oberschlesien wurden Bergbau und Verarbeitung teils vom Staat und teils von Großgrundbesitzern betrieben. Zu diesen gehörten die Grafen von Donnersmarck oder die Fürsten von Hohenlohe. Im Königreich Sachsen existierte ein hochdifferenziertes Gewerbe vom Land- und Stadthandwerk, über Heimgewerbetreibende in der Protoindustrie, Manufakturen, Bergbau und bald auch ersten Fabriken. Weite Teile Sachsens – hier vor allem die Region um die Stadt Chemnitz, die später auch „das sächsische Manchester“ genannt wurde – gehörten ebenso wie das nördliche Rheinland sogar zu den wachstumsintensivsten Regionen Europas, so Hahn.

Mechanische Werkstätten von Friedrich Harkort in den Ruinen der Burg Wetter (Gemälde von Alfred Rethel, 1830er Jahre)

Im Zusammenhang von Manufakturen und Verlagen sammelte sich in den verschiedenen Gewerbelandschaften Handelskapital an, das später nicht zuletzt zur Finanzierung der neuen Fabriken eingesetzt wurde. Allerdings waren diese frühen Gewerbelandschaften nicht immer eine direkte Vorstufe der industriellen Entwicklung. Teilweise wie in Teilen Hessens oder in Niederschlesien gelang der Anschluss an die Industrialisierung nicht und in den Gebieten des ländlichen Gewerbes kam es zu wirtschaftlichen Niedergangsprozessen.

### Frühindustrialisierung

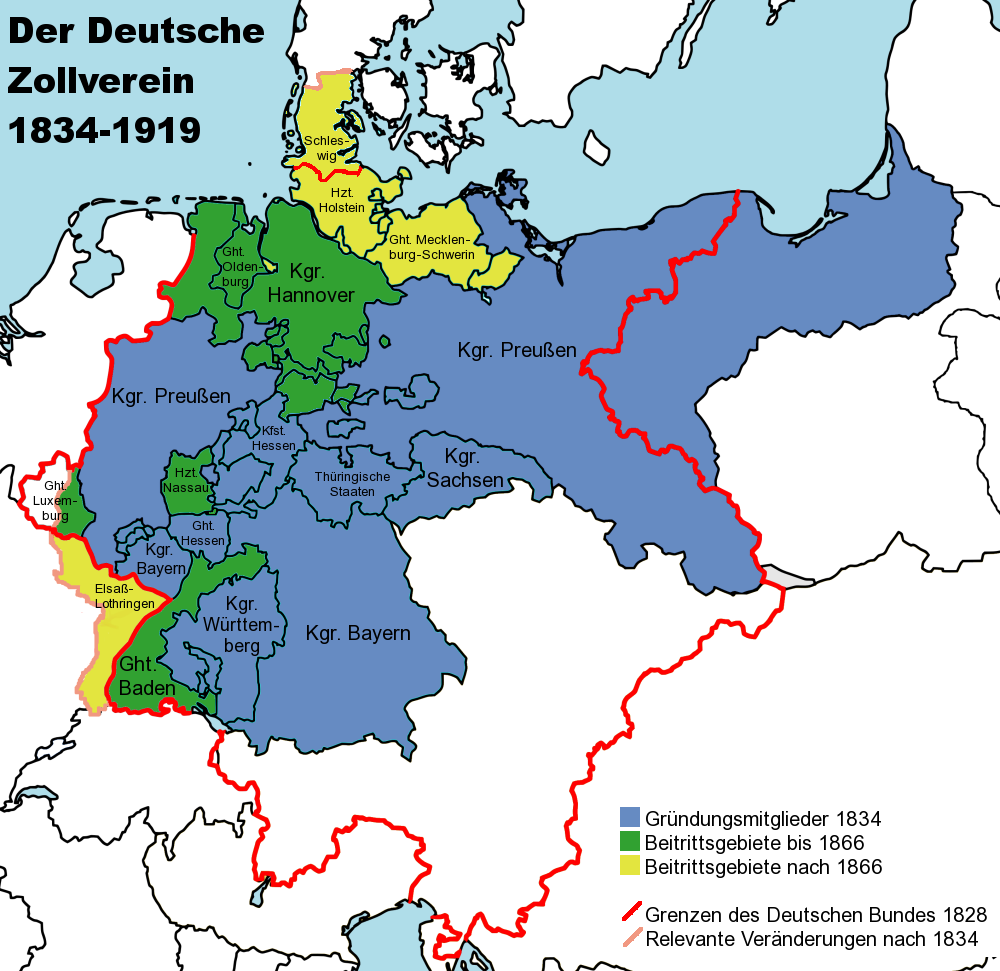
Der Deutsche Zollverein
blau: zum Zeitpunkt der Gründung
grün / gelb: Erweiterungen bis / nach 1866

Ansätze zu einer gewerblichen Expansion gab es also spätestens seit Beginn des 19. Jahrhunderts. Gleichwohl ist es sinnvoll, die Frühindustrialisierung im Sinne einer unmittelbaren Vorgeschichte der industriellen Revolution in Deutschland etwa mit dem Jahr 1815 beginnen zu lassen. Seit dem Ende der Napoleonischen Kriege und der Aufhebung der Kontinentalsperre fielen einerseits Handelsbarrieren, andererseits war die Wirtschaft in Deutschland nunmehr der direkten Konkurrenz mit der englischen Industrie ausgesetzt. Damit stieg der Anpassungsdruck deutlich an. Hinzu kam, dass der territoriale Umbruch nach dem Reichsdeputationshauptschluss zum Verschwinden zahlreicher Kleinstterritorien und zum Entstehen einer Reihe mittlerer Staaten führte. Aber noch gab es keinen einheitlichen Wirtschaftsraum. Ein wichtiger institutioneller Faktor für die gewerbliche Entwicklung war die Gründung des Deutschen Zollvereins im Jahr 1834, der innerhalb des Vertragsgebiets einen zollfreien Warenaustausch ermöglichte. Dies war eine zentrale Voraussetzung für die Integration der bislang regional bezogenen Märkte in einen größeren Zusammenhang. Allerdings war die direkte Förderung der industriellen Entwicklung durch den Zollverein begrenzt. Von ihm wurde die industrielle Entwicklung zwar erleichtert, es gingen aber keine entscheidenden Wachstumsimpulse von ihm aus. Ebenso wichtig waren zahlreiche weitere Reformen im Bereich des Staates, der Gesellschaft und Wirtschaft. Besonders bekannt sind die preußischen Reformen, die es ähnlich auch in anderen Staaten gegeben hatte. Dazu gehörten die Bauernbefreiung sowie die Reformen in der Gewerbegesetzgebung. Je nach Staat zog sich die Umsetzung allerdings bis weit in die Mitte des Jahrhunderts hin.
Seit dem Ende des 18. Jahrhunderts entstanden neben Heimgewerbe und Manufakturen auch in Deutschland die ersten modernen Fabriken. So wurde 1784 in Ratingen die erste mechanische Baumwollspinnerei, die Textilfabrik Cromford, und ein Jahr später in Hettstedt die erste Dampfmaschine im Bergbau in Betrieb genommen. Fast zeitgleich folgte eine Dampfmaschine im oberschlesischen Beuthen. Im Jahr 1796 wurde in der Königlich Preußischen Eisengießerei in Gleiwitz der erste kontinuierlich produzierende Koksofen errichtet.
Allerdings erlangten diese frühen Ansätze keine Breitenwirkung, sondern blieben isolierte Inseln.
1798 wurde in Chemnitz-Harthau die Spinnmühle von C. F. Bernhardt gegründet. Sie machte unter anderem den Weg frei für eine industrielle Entwicklung der Region. In den Jahren darauf entstanden in Chemnitz und im Chemnitzer Umland sowie im Erzgebirge und in der Oberlausitz unzählige Spinnereien nach dem Muster der Bernhardtschen Spinnerei.

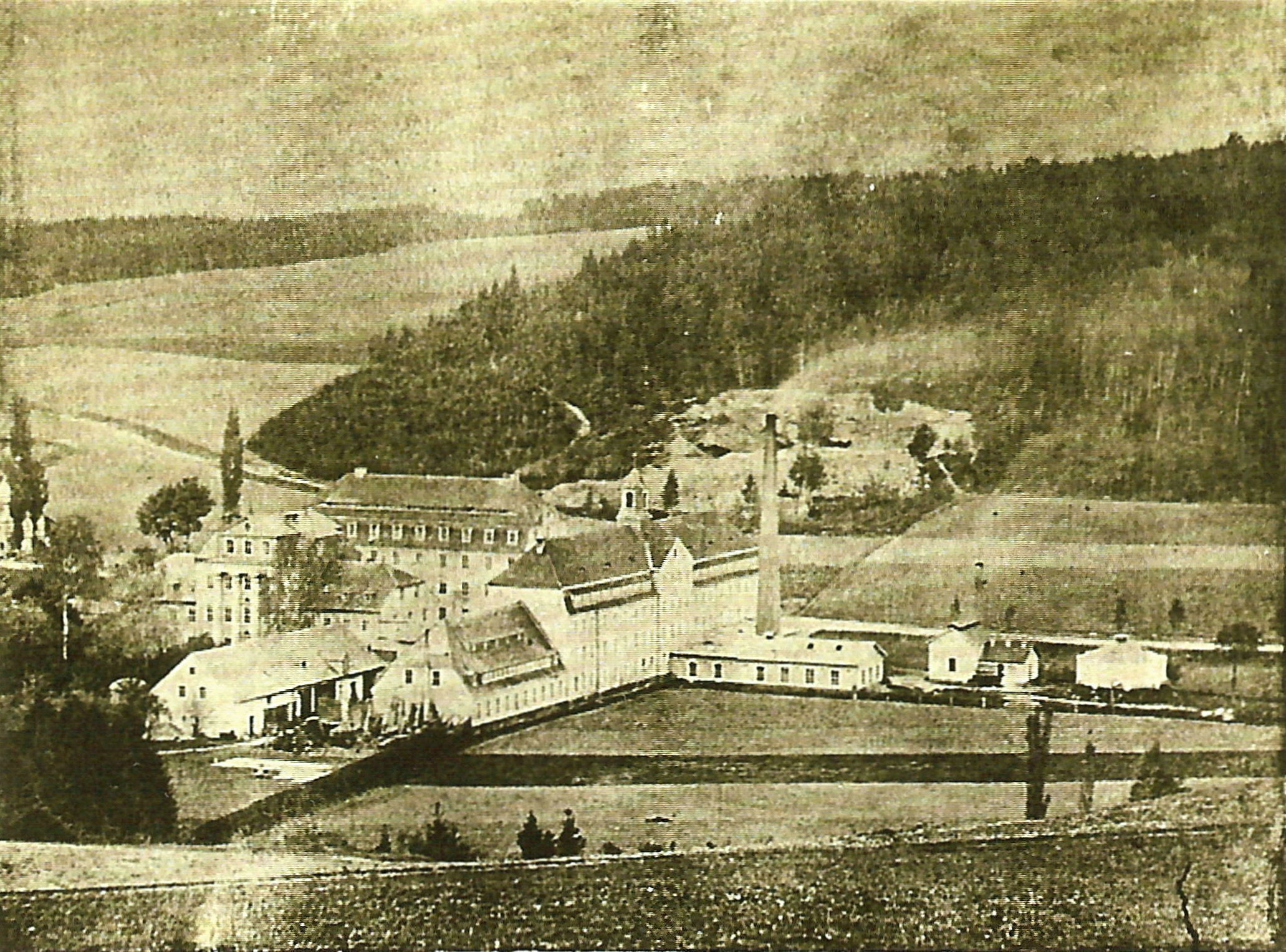
Spinnerei der Gebrüder Bernhard in Harthau bei Chemnitz 1867, erste sächsische Fabrik

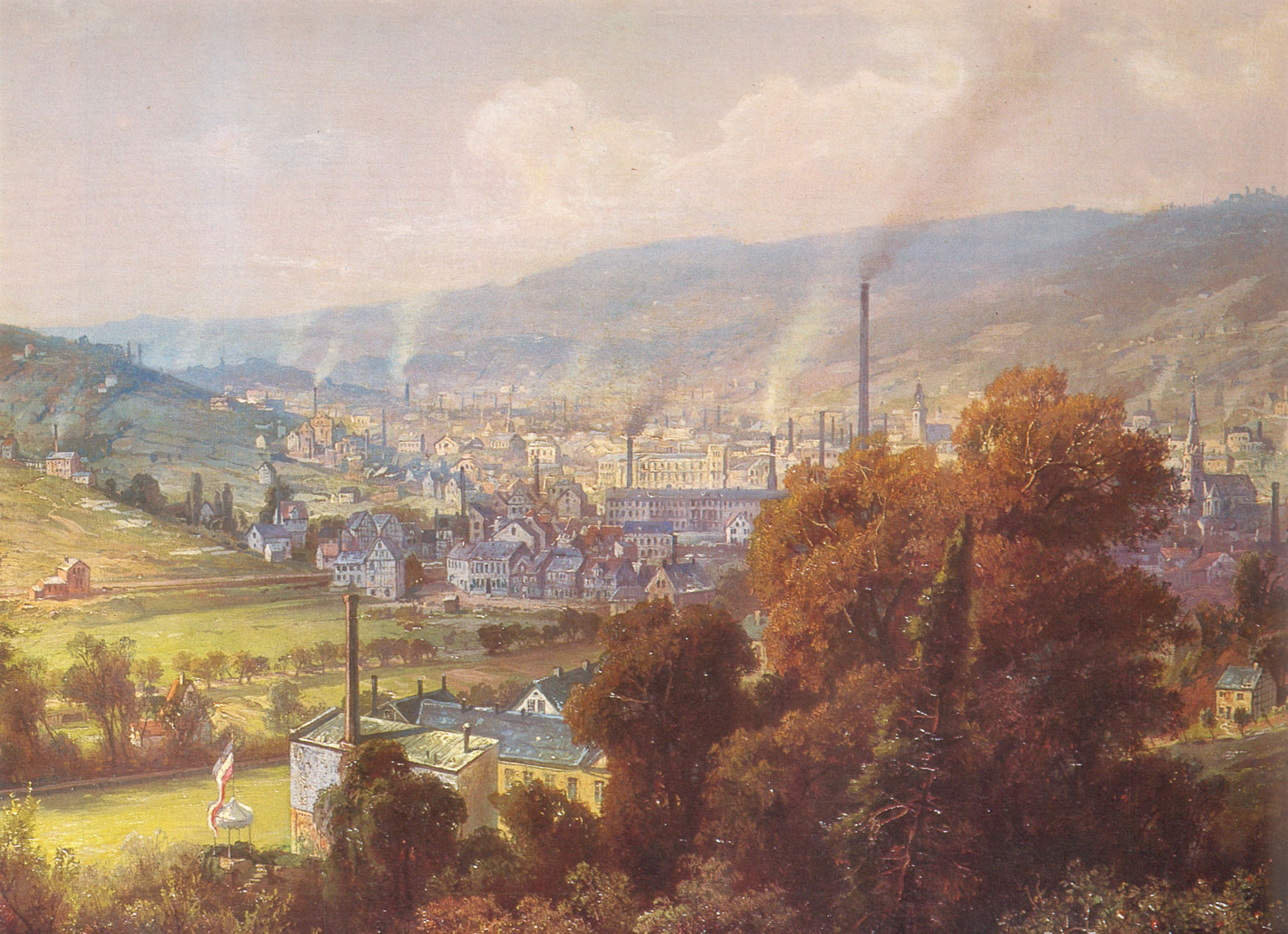
Das zusammen mit dem angrenzenden Elberfeld sehr früh industrialisierte Barmen (um 1870, Gemälde von August von Wille)

Die meisten fabrikähnlichen Betriebe waren relativ einfache, noch keine Dampfkraft nutzende Anlagen. Den Anfang machten insbesondere Spinnmaschinen zur Garnproduktion; seit den 1830er-Jahren kamen im Bereich der Textilherstellung mechanische Webstühle hinzu. Aufs Ganze gesehen basierten die frühen Industrialisierungsansätze auf der Herstellung einfacher Konsumgüter und der Verarbeitung von Agrarprodukten (Leinen- und Wollmanufakturen, Branntweinbrennereien, Brauereien, Ölmühlen oder Tabakfabriken). Relativ früh entstanden einige größere Spinnereien in Baden, so die Spinnereien in St. Blasien mit 28.000 Spindeln oder die ähnlich große Ettlinger Spinnerei AG. Ein weitgehend neuer Zweig der Textilindustrie war im frühen 19. Jahrhundert die Baumwollverarbeitung. Dabei nahm Sachsen die Spitzenstellung ein, gefolgt von Preußen und Baden. Das Zentrum in Preußen war der Regierungsbezirk Düsseldorf und insbesondere das Bergische Land, das um 1800 auf der Basis von Kleineisen- und Textilindustrie an der Schwelle der industriellen Revolution gestanden hatte. Allein in Rheydt und Gladbach gab es 1836 16 Spinnereien, für Barmen werden 1830 „38 Fabriken für Leinen-, Halbwoll-, Woll-, Baumwollbänder, Schnüre und Gurte, 26 Fabriken für Zeuge und Tücher aus Leinen, Baumwolle, und Halbbaumwolle, 11 Fabriken für Zwirnspitzen und Langetten, 17 Fabriken für Nähzwirn, 1 Fabrik für Zwilliche, 7 Fabriken für Seidentücher und -Bänder, 2 Fabriken für Reitpeitschen, 1 Fabrik für metallene plattierte Waren und Knöpfe, 4 Fabriken für chemische Erzeugnisse, 3 Seifensiedereien, 50 Bleichen, 50 Färbereien […]“ aufgelistet. Die Textilindustrie insgesamt war zwar eine der ersten industriell betriebenen Gewerbezweige. Anders als in England war sie aber kein Führungssektor der industriellen Revolution. Dazu waren ihre Dynamik und ihr Wachstum zu gering.
Die nach 1815 einsetzende Phase des frühindustriellen Aufschwungs endete in der Mitte der 1840er-Jahre, als die Agrarkrise und die Auswirkungen der Revolution von 1848/49 die Entwicklung stark beeinträchtigten. In diese Zeit fallen der Höhepunkt des vormärzlichen Pauperismus und die letzte Agrarkrise „alten Typs“ (Wilhelm Abel).

## Die industrielle Revolution
In etwa markiert die Revolution von 1848/49 auch die Scheidelinie zwischen Frühindustrialisierung und der Industriellen Revolution. Dazu passt auch ein Wandel vom krisengeprägten Selbstbewusstsein in den 1840er-Jahren hin zu einer allgemeinen Aufbruchstimmung im folgenden Jahrzehnt. Etwa seit dieser Zeit nahm die gesellschaftliche Produktion pro Einwohner gegenüber der vorindustriellen Zeit um das Zehnfache zu.

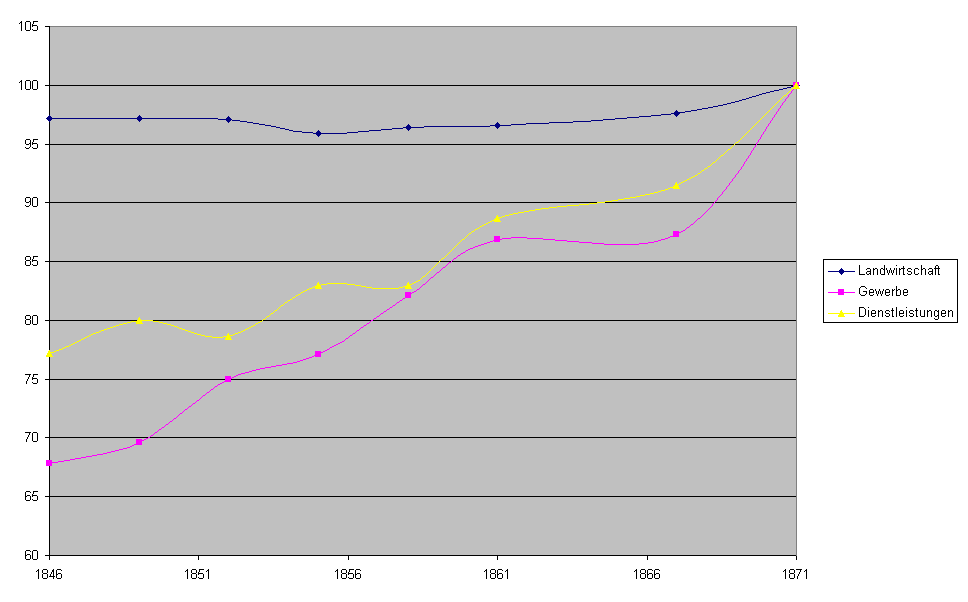
Wachstum der Beschäftigtenzahlen in den Wirtschaftssektoren 1846–1871 (1871=100)

Ein wichtiger Indikator für den Beginn der Industriellen Revolution in den 1850er-Jahren war der plötzliche Anstieg der Nutzung der Steinkohle. Dahinter standen verschiedene Wachstumsvorgänge: Ein starker Anstieg der Eisen- und vor allem Stahlherstellung, der verstärkte Bau von Maschinen, nicht zuletzt von Lokomotiven und der Anstieg der Verkehrsleistungen der Eisenbahnen ließen die Energienachfrage steigen. Die wachsende Nachfrage nach Brennstoff und Industriegütern führte zu einem weiteren Ausbau des Eisenbahnnetzes und steigerte wiederum die Nachfrage nach neuen Lokomotiven und Schienen. Auch insgesamt war die industrielle Revolution in den 1850er- und 1860er-Jahren vor allem von Investitionen in den Eisenbahnbau und die Schwerindustrie geprägt.

### Niedergang des alten Gewerbes
Die wirtschaftliche Gesamtentwicklung in dieser Zeit war allerdings nicht nur eine Erfolgsgeschichte. Vielmehr bedeutete der Import maschinell hergestellter Waren, vor allem aus Großbritannien und die Entstehung von Fabriken in Deutschland selbst, eine Bedrohung für die bestehenden älteren Wirtschaftsformen. Dies gilt sowohl für die mit Holzkohle hergestellten Eisenprodukte, wie auch für die in Manufakturen oder im Verlagssystem hergestellten Textilien. Insbesondere das Leinengewerbe verlor wegen der günstigeren Baumwollprodukte an Bedeutung. Damit war der wichtigste Zweig der deutschen Textilindustrie in seiner Existenz bedroht.
Eine Zeit lang konnten sich die älteren Produktionsmethoden halten. Dies geschah teilweise recht erfolgreich durch die Spezialisierung auf besondere Produkte (z. B. Krefelder Samt und Seide, Wuppertaler Bandwaren, Posamente aus Annaberg-Buchholz, Stofftaschentücher aus Lauban). Anderswo reagierten die Verleger mit der Senkung der Entgelte für die Heimweber. Auf längere Sicht konnten viele Gewerbe der maschinellen Konkurrenz – bis auf wenige Rückzugsgebiete – dennoch nicht standhalten. Dies hatte zur Folge, dass in den älteren Gewerberegionen, wenn diese den Übergang zur Fabrikindustrie nicht schafften, die Arbeitsmöglichkeiten fehlten und es zu Deindustrialisierungs- und Reagrarisierungsprozessen kommen konnte.
Ein weiterer Krisenfaktor war das Handwerk. Durch das Bevölkerungswachstum der ersten Jahrhunderthälfte nahm die Zahl der Handwerker stark zu. Einige Massenberufe wie Schneider oder Schuhmacher waren überbesetzt, die Gesellen hatten keine Chance mehr, Meister zu werden und der Ertrag auch der selbstständigen Handwerker war außerordentlich gering. Vor allem die Handwerke, deren Produkte mit der Industrie konkurrierten, gerieten von dieser Seite unter Druck, was sich in Aufständen wie der Berliner Schneiderrevolution 1830 oder dem schlesischen Weberaufstand 1844 entlud.

### Regionale Industrialisierung
Ein Kennzeichen der industriellen Entwicklung war ihre ungleiche regionale Verteilung. Die Ursachen dafür waren vielfältig. So spielte der Anschluss an das Eisenbahnnetz, die Lage an einem schiffbaren Wasserweg oder die Verfügbarkeit von Rohstoffen, Arbeitskräften oder Kapital eine Rolle.

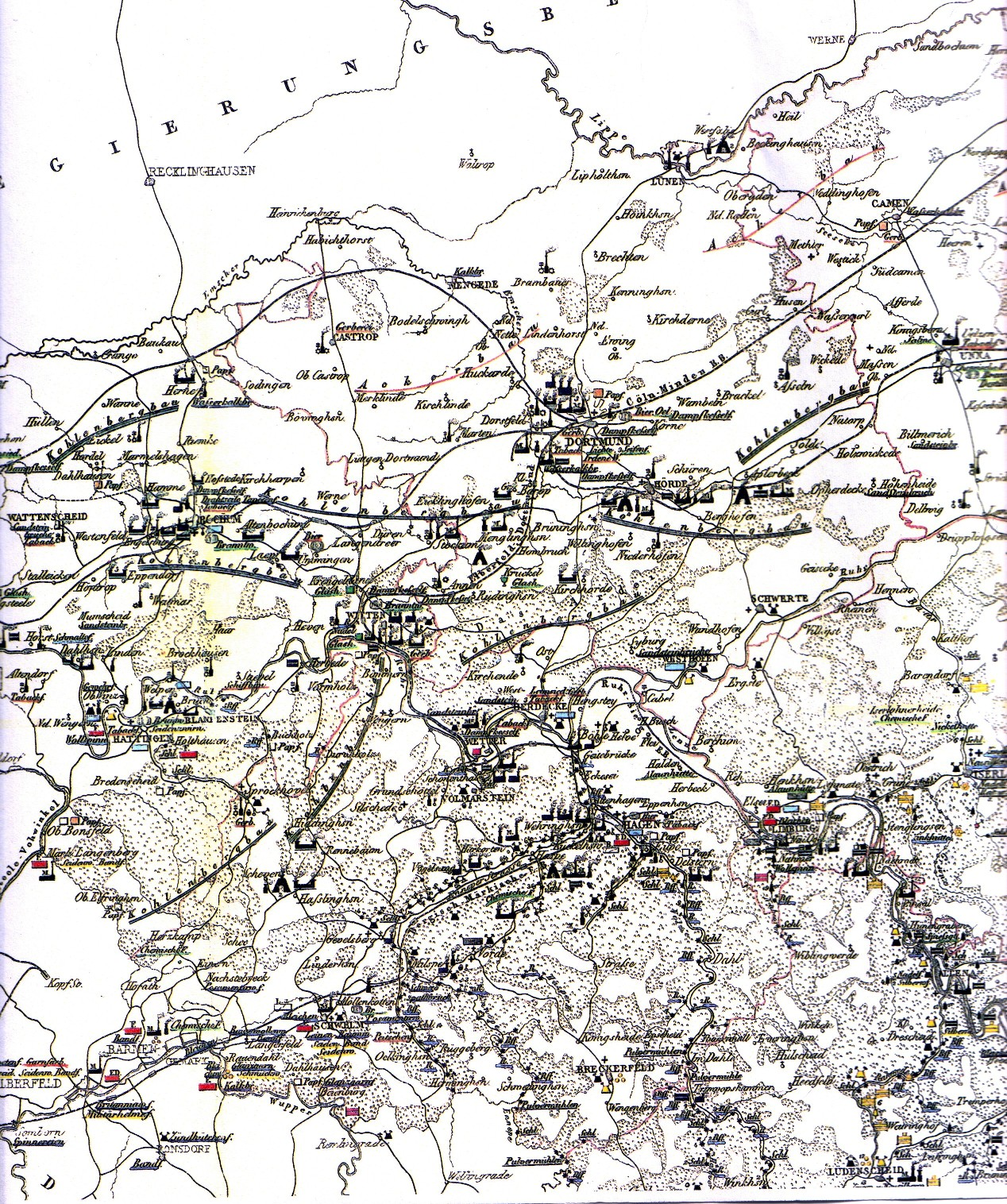
Teil des Regierungsbezirks Arnsberg (Ausschnitt aus einer Gewerbekarte des Jahres 1858, zu sehen sind Teile des Ruhrgebiets und des märkischen Sauerlands)

In den Jahrzehnten der Industrialisierung passten sich einige alte gewerbliche Verdichtungszonen der industriellen Entwicklung an. So traten in Bielefeld an die Stelle der heimgewerblichen Leinenproduzenten große Textilfabriken. Auch in Wuppertal oder in Sachsen knüpfte die Industrie an alte Traditionen an. Chemnitz war hier der Kern der sächsischen Industrialisierung; es wurde auch sächsisches Manchester genannt und entwickelte sich zur führenden Industriestadt Deutschlands. Dabei spielten der Werkzeugmaschinenbau, der Textilmaschinenbau, die Textilindustrie, der Fahrradbau, der Motorradbau, der Fahrzeugbau, der Dampfmaschinenbau, der Lokomotivenbau und die chemische Industrie eine führende Rolle. Hilfreich war zudem der im Königreich Sachsen liegende Bevölkerungsschwerpunkt mit 171 Einwohnern pro Quadratkilometer.
In Berlin etwa siedelten sich vor allem die Konfektionsindustrie, der Maschinenbau sowie Banken und Versicherungen an. Das Rheinland profitierte von seiner Verkehrslage. Das teils in der Rheinprovinz und teils in der Provinz Westfalen liegende Ruhrgebiet entwickelte sich rohstoffbedingt zum Zentrum der Industrie, insbesondere der Montanindustrie. Dort hatte es zwar zuvor bereits in einigen Orten Bergbau gegeben, aber mit der Nordwanderung der Förderung kam es in einigen Gebieten zu einer völlig neuen Entwicklung. Weniger wichtig war die Nähe der Werke zu den Rohstoffen etwa im Maschinenbau, der sich an zahlreichen Standorten etablierte. So entstanden die Lokomotivfabriken häufig in den Haupt- und Residenzstädten.
Verteilung der Werkzeugmaschinenfabriken im Jahr 1846 in Deutschland
- Chemnitz/Zwickau = ca. 135 Fabriken
- Dresden = ca. 60 Fabriken
- Berlin = ca. 38 Fabriken
- Leipzig = ca. 19 Fabriken
- Köln = ca. 5 Fabriken
- Düsseldorf = ca. 5 Fabriken
- Nürnberg/Fürth = ca. 5 Fabriken

Es gab aber auch Gebiete, die von der industriellen Entwicklung weniger profitierten. So fiel das einst reiche Schlesien auf Grund seiner verkehrstechnisch relativ abgelegenen Lage zurück. Teile des Sauerlandes und des Siegerlandes mit ihren traditionsreichen Eisenproduktionen konnten sich nur schwer oder gar nicht gegen die Konkurrenz des nahen Ruhrgebiets behaupten. Umgekehrt wirkte sich etwa der bis 1847 ausgeführte Bau der Stammstrecke der Köln-Mindener Eisenbahn-Gesellschaft und der südlich parallel laufenden Strecke der Bergisch-Märkischen Eisenbahn-Gesellschaft von 1862 für das entstehende Ruhrgebiet förderlich aus.
Am Ende der Epoche lassen sich vier Regionstypen unterscheiden. Die erste umfasst deutlich industrialisierte Gebiete wie das Königreich Sachsen (hier vornehmlich die Region um Chemnitz, Glauchau und Zwickau), das Rheinland, Elsass-Lothringen, die Rheinpfalz und auch das Großherzogtum Hessen. Eine zweite Gruppe umfasst solche Regionen, in denen zwar einige Branchen oder Teilregionen als Vorreiter der Industrialisierung erscheinen, das Gesamtgebiet aber nicht als industrialisiert gelten kann. Dazu zählen Württemberg, Baden, Schlesien, Westfalen, und die preußischen Provinzen Sachsen und Hessen-Nassau. In einer dritten Gruppe finden sich Regionen, in denen es zwar frühindustrielle Ansätze in einigen Städten gab, die ansonsten aber eine vergleichsweise geringe gewerbliche Entwicklung aufwiesen. Dazu zählen das Königreich beziehungsweise die Provinz Hannover, die Gebiete der thüringisch-sächsischen Fürstentümer im Thüringer Wald und in Südthüringen sowie das angrenzende Ober- und Mittelfranken. Hinzu kommen Gebiete, die überwiegend landwirtschaftlich geprägt waren und deren Gewerbe meist handwerklich geprägt war. Dazu zählen etwa Ost- und Westpreußen, Posen, Pommern und Mecklenburg.

### Leitbranchen
Der zentrale Wachstumsmotor für die Industrialisierung in Deutschland war der Eisenbahnbau. Die von diesem ausgehende Nachfrage förderte die Entwicklungen in den drei aufs engste miteinander verbundenen Leitbranchen: dem Bergbau, der Metallerzeugung und dem Maschinenbau.

#### Eisenbahnbau
Im sekundären Sektor war die Eisenbahn der stärkste Wachstumsmotor und nahm auch insgesamt eine Schlüsselstellung ein. Das Eisenbahnzeitalter begann in Deutschland mit der sechs Kilometer langen Strecke zwischen Nürnberg und Fürth der Ludwigseisenbahn-Gesellschaft. Die erste wirtschaftlich bedeutende Strecke war die auf maßgebliche Initiative von Friedrich List gebaute 115 Kilometer lange Strecke Leipzig–Dresden (1837).

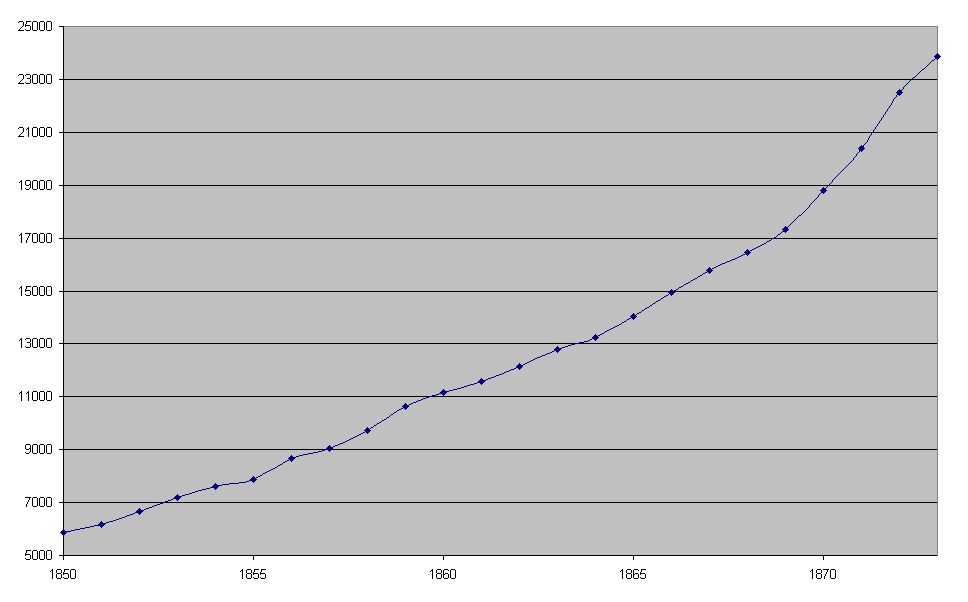
Streckenkilometer der Eisenbahnen im Gebiet des Deutschen Bundes 1850–1873

Der wachsende Transportbedarf führte zum Ausbau des Schienennetzes, dies wiederum erhöhte die Nachfrage nach Eisen und Kohle. Wie stark dieser Zusammenhang war, zeigt die Tatsache, dass zwischen 1850 und 1890 etwa die Hälfte der Eisenproduktion im Bereich der Eisenbahn verbraucht wurde. Mit der Ausweitung der inländischen Eisenproduktion seit den 1850er-Jahren gewann auch der Eisenbahnbau neuen Schwung. Im Zuge des Ausbaus des Eisenbahnnetzes sanken kontinuierlich die Transportpreise, was sich wiederum förderlich für die Gesamtwirtschaft auswirkte. Für die gesamtwirtschaftliche Bedeutung der Eisenbahn spricht, dass zwischen 1850 und 1890 etwa 25 % der Gesamtinvestitionen in diesen Bereich flossen. Die Investitionen in die Eisenbahnen waren lange Zeit höher als in den Bereich des produzierenden Gewerbes oder der Industrie.
In den 1840er-Jahren erlebte der Eisenbahnbau eine erste Hochphase. Im Jahr 1840 gab es etwa 580 Kilometer, um 1850 bereits über 7000 Kilometer und 1870 fast 25.000 Streckenkilometer. Auch waren 1840 beim Bau der Eisenbahnen und beim Betrieb über 42.000 Personen beschäftigt, das waren mehr als im Steinkohlebergbau. Diese Zahl wuchs in den nächsten Jahren weiter an und betrug 1846 fast 180.000 Arbeitskräfte. Nur ein kleiner Teil von etwa 26.000 Arbeitern war ständig im Betrieb beschäftigt, die übrigen waren beim Bau der Strecken tätig.

#### Metallverarbeitung

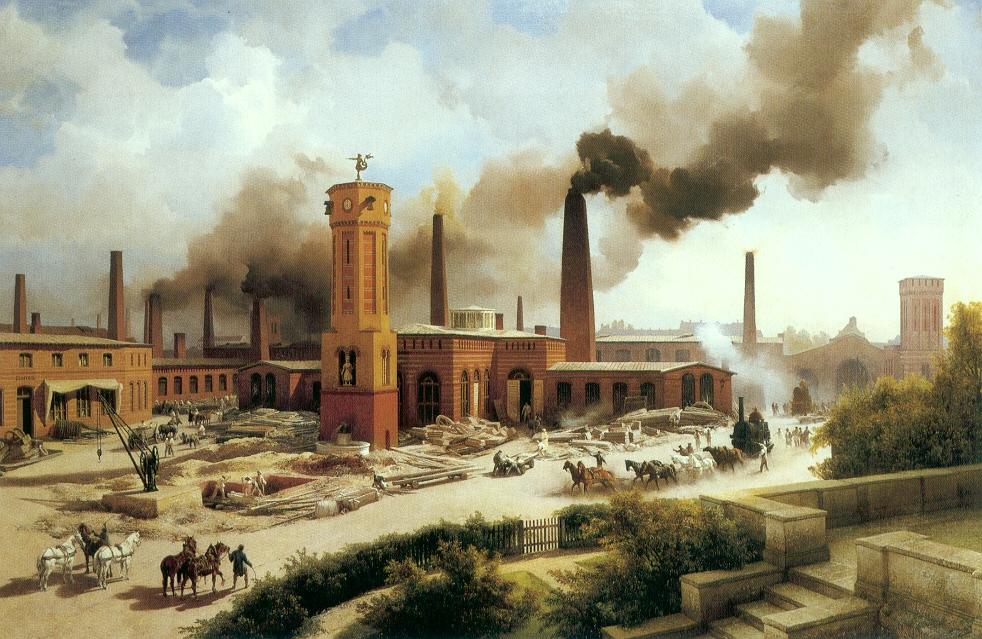
Lokomotivfabrik von August Borsig (um 1847)

Um 1800 wurden in Deutschland die ersten dampfbetriebenen Maschinen gebaut und eingesetzt. Im Jahr 1807 bauten die Brüder Franz und Johann Dinnendahl in Essen erste Dampfmaschinen. Diese dienten in erster Linie zum Abpumpen von Wasser in Zechen des Ruhrgebiets. Friedrich Harkort gründete 1817 in Wetter seine Mechanische Werkstätte. Im Aachener Raum gab es 1836 neun Maschinenbaubetriebe mit zusammen tausend Arbeitern. In ganz Preußen gab es 1832 210 Dampfmaschinen. Im Königreich Hannover wurde 1831 die erste in Gang gesetzt.
Mit dem Beginn des Eisenbahnzeitalters 1835 wuchs die Nachfrage nach Schienen und Lokomotiven. Seit den 1830er Jahren wuchs die Zahl der Hersteller von Dampfmaschinen und Lokomotiven. Dazu zählten die Maschinenfabrik Esslingen, die Sächsische Maschinenfabrik in Chemnitz, August Borsig in Berlin, in Breslau J. Kemna, die Union Gießerei Königsberg, die später so genannte Firma Hanomag in Hannover, Henschel in Kassel, in Karlsruhe Emil Kessler, in München J.A. Maffei sowie die Eisengießerei und Maschinenfabrik Klett & Comp. in Nürnberg. An der Spitze stand unbestritten die Firma Borsig, die 1841 ihre erste und bereits 1858 die tausendste Lokomotive herstellte und mit 1100 Beschäftigten zur drittgrößten Lokomotivfabrik der Welt aufstieg. Deren Aufstieg wiederum vergrößerte den Bedarf an Produkten der Montanindustrie.
Im Bereich der Metallverarbeitung hatte der Maschinenbau als modernster und wachstumsintensivster Bereich eine Leitfunktion. Neben einigen Großbetrieben gab es in diesem Bereich zahlreiche kleinere und mittlere Unternehmen, nicht selten in Familienbesitz. Hauptstandorte waren Chemnitz und Zwickau, weiterhin Berlin, Dresden, Hannover, Köln, Leipzig, Mannheim und Nürnberg. Johann von Zimmermann gründete im Jahr 1848 in Chemnitz die erste Werkzeugmaschinenfabrik Deutschlands. Daneben zogen die Auftraggeber etwa in der Schwer- oder Textilindustrie Betriebe dieser Art an. Der Maschinenbau in Deutschland profitierte von der Gründung verschiedener Gewerbeschulen, die teilweise später zu technischen Hochschulen wurden. Während man in England im Bereich des Maschinenbaus neue Produkte noch aufgrund empirischer Erfahrungen entwickelte, setzte sich in Deutschland bereits die ingenieurmäßige Berechnung durch. Hatte man in den 1860er Jahren vor allem Dampfmaschinen produziert, verteilten sich die Produktionsschwerpunkte 1871 etwa gleichmäßig auf Textilmaschinen, Dampfmaschinen und Landmaschinen. 1846 hatte es im Gebiet des Zollvereins erst 1518 Dampfmaschinen gegeben, 1861 waren es 8695 Stück. Allein in Preußen gab es 1873 25.000 Anlagen.

#### Bergbau
Der Abbau von Erzen oder Kohle unterlag bis ins 19. Jahrhundert hinein dem fürstlichen Bergregal. Im Saargebiet übernahm der preußische Staat die Kohlegruben bis auf eine Ausnahme in Staatsbesitz. In den preußischen Westgebieten wurde seit 1766 das sogenannte Direktionsprinzip eingeführt. Durch die Schiffbarmachung der Ruhr in der Endphase der Regierungszeit von Friedrich II. wurde der Kohlenexport deutlich erleichtert. Nach der Gründung der Provinzen Rheinland und Westfalen wurde 1815 der Oberbergamtsbezirk Dortmund geschaffen. Dieser reichte von Emmerich im Westen bis Minden im Osten, von Ibbenbüren im Norden bis Lüdenscheid im Süden. Die Bergbehörde regulierte Abbau, Arbeitsbedingungen und Bezahlung der „Bergknappen.“ Dies bedeutete einen beachtlichen Schutz der Beschäftigten, schränkte aber auch die unternehmerischen Entscheidungen ein. Obwohl sich die Förderung zwischen 1790 und 1815 von 177.000 auf 513.000 Tonnen erheblich steigerte, blieb die wirtschaftliche Bedeutung doch noch recht bescheiden. So waren 1815 etwa erst 3400 Bergknappen beschäftigt. Ein Beispiel für die Möglichkeit, trotz der obrigkeitlichen Aufsicht im Bergbau erfolgreich zu sein, war etwa Mathias Stinnes aus der Hafenstadt Mülheim. Dieser baute ab 1818 systematisch ein Kohletransportunternehmen mit Abnehmern im Rheinland und Holland auf. Stinnes verfügte bald über zahlreiche Frachtkähne und setzte als einer der ersten auch dampfbetriebene Schleppschiffe ein. Mit dem Gewinn kaufte er Anteile von Bergbauunternehmen. In seinem Todesjahr war er mit vier eigenen Zechen und Anteilen an 36 weiteren Gruben der wichtigste Bergbauunternehmer des Reviers.
Durch den Einsatz von Dampfmaschinen zur Entwässerung konnte der Abbau in größeren Tiefen erfolgen. Entscheidend war allerdings die Möglichkeit, mit den sogenannten Tiefbauzechen die Mergelschicht zu durchbrechen. Als einer der ersten Unternehmer ließ Franz Haniel (Miteigentümer der Gutehoffnungshütte) seit 1830 bei Essen solche Zechen anlegen. In den folgenden Jahren nahm die Zahl der Tiefbauzechen auf 48 mit 95 Dampfmaschinen (1845) zu. Bis 1840 stieg die Fördermenge im Oberbergamtsbezirk auf 1,2 Millionen Tonnen und die Beschäftigtenzahl auf immerhin fast 9000 Mann an. Auch in anderen Revieren wurde die Kohleförderung in den ersten Jahrzehnten des 19. Jahrhunderts verstärkt. Dazu zählte etwa das Aachener Revier im Bergamt Düren. In dieser Region gab es 1836 immerhin 36 Zechen.

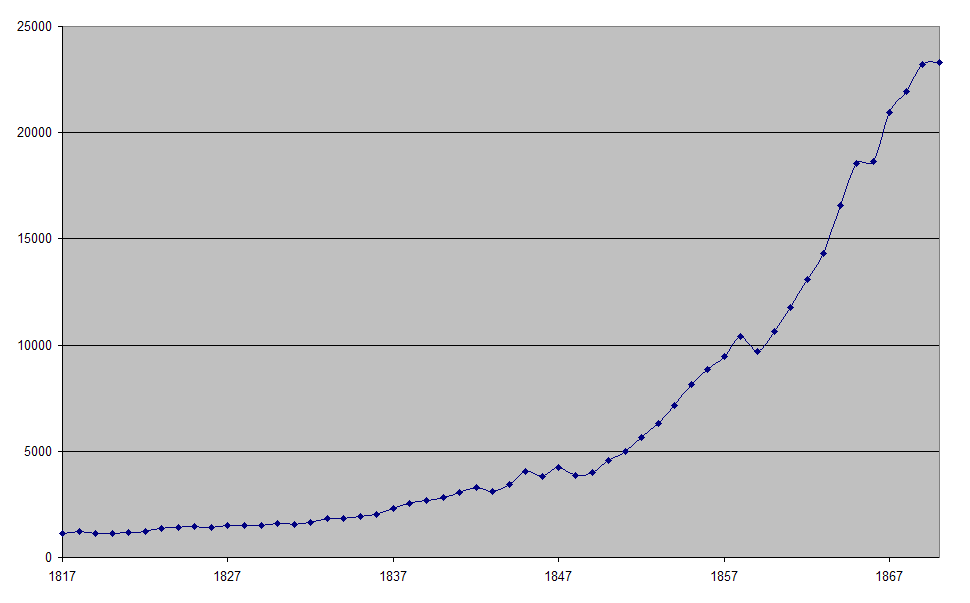
Steinkohleförderung in Preußen 1817–1870 (in 1000 t)

Vor allem die durch den Eisenbahnbau ausgelöste Nachfrage nach Eisenprodukten wirkte sich seit den 1840er-Jahren förderlich auf den Bergbau aus. Hinzu kamen Veränderungen der rechtlichen Rahmenbedingungen. Dazu gehörte insbesondere seit 1851 die allmähliche Aufgabe der obrigkeitlichen Kontrolle des Bergbaus. Abgeschlossen wurde diese Entwicklung freilich erst mit der preußischen Bergrechtsreform von 1861. Dies war eine der Ursachen für den Aufschwung des privatwirtschaftlichen Bergbaus an der Ruhr oder in Schlesien. Viele deutsche Staaten griffen auf das preußische Bergrecht von 1865 zurück. Das Königreich Sachsen (mit seiner bedeutenden Bergbautradition) verkündete 1868 ein eigenständiges Bergrecht.
Die Bergrechtsänderungen erleichterten nicht zuletzt die Durchsetzung der modernen Aktiengesellschaft als Unternehmensform auch im Bergbau. Der Ire William Thomas Mulvany schuf 1854 die Hibernia AG und 1856 gründeten verschiedene Aktionäre die Harpener Bergbau AG. Beide stiegen in den folgenden Jahrzehnten zu führenden Bergbauunternehmen des Reviers auf. In den 1850er-Jahren wurden im Ruhrgebiet zahlreiche neue Zechen angelegt. Im Jahr 1860 erreichte ihre Zahl mit 277 Unternehmen ihren Höhepunkt. Damit verbunden war ein erheblicher Zuwachs der Fördermengen. In den Folgejahren ging die Zahl der Zechen zurück, die Förderkapazitäten wurden durch die Fusion kleinerer Zechen zu größeren Einheiten dagegen weiter gesteigert. Am erfolgreichsten war am Ende der industriellen Revolution Friedrich Grillo 1873 mit seiner Gelsenkirchener Bergwerks AG.

#### Eisen- und Stahlproduktion
Auch die Anfänge einer Reihe von später führenden schwerindustriellen Unternehmen fallen in die Zeit der Frühindustrialisierung. An der Saar spielten Carl Ferdinand von Stumm-Halberg und seine Familie in der Schwerindustrie die führende Rolle, vor allem als sie seit 1827 den Konkurrenten Dillinger Hütte kontrollierte. In Sterkrade bei Oberhausen gründeten 1810 verschiedene Unternehmen die Gutehoffnungshütte. Hatte das Unternehmen um 1830 herum erst 340 Arbeiter, waren es Anfang der 1840er-Jahre bereits etwa 2000. Friedrich Krupp hatte 1811 in Essen die Gussstahlproduktion aufgenommen, hinterließ seinem Sohn Alfred 1826 allerdings eine hochverschuldete Firma. Die Lage des Unternehmens blieb problematisch, bis in den 1840er-Jahren der Eisenbahnbau die Nachfrage ankurbelte.

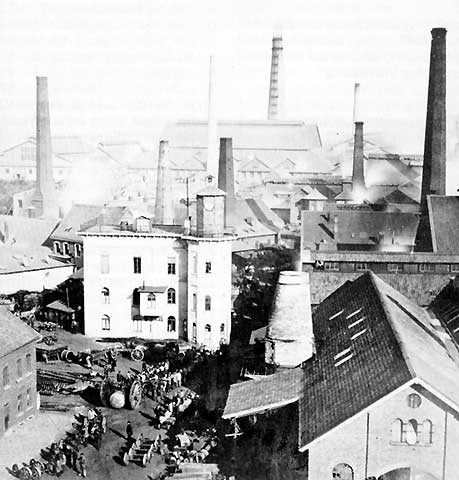
Krupp-Werk Essen um 1864

Eine wichtige technische Innovation in den ersten Jahrzehnten des 19. Jahrhunderts war die Errichtung von Puddelwerken, die unter Einsatz von Steinkohle wesentlich produktiver und kostengünstiger waren als die alten Hütten auf Holzkohlebasis. 1824 wurde das Verfahren bei einer Hütte in Neuwied eingeführt, 1825 folgte bei Düren die Lendersdorfer Hütte von Eberhard Hoesch, ein Jahr später folgte Harkorts Werk. Die in den folgenden beiden Jahrzehnten erfolgten Umbauten und Neugründungen führten – wie etwa im Fall der Hüstener Gewerkschaft – zu weiteren Betriebsabteilungen wie Walzwerken, Drahtziehereien und Maschinenbauabteilungen. Der Ausbau der Eisenbahn ließ den Bedarf an Eisen und Schienen und sonstigen montanindustriellen Produkten innerhalb kurzer Zeit in die Höhe schnellen.
Innerhalb der Metallerzeugung sorgten technische Innovationen für einen erheblichen Produktionsfortschritt, wie die erwähnte Erzeugung von Eisen mit Kokskohle statt wie bisher mit der teuren Holzkohle. Wurden 1850 erst 25 % des Eisens mit Koks hergestellt, waren es nur drei Jahre später 63 %. In den 1860er-Jahren setzte sich in der Stahlerzeugung das Bessemerverfahren durch. Dadurch konnte auf industriellem Wege aus flüssigem Roheisen Stahl hergestellt werden.

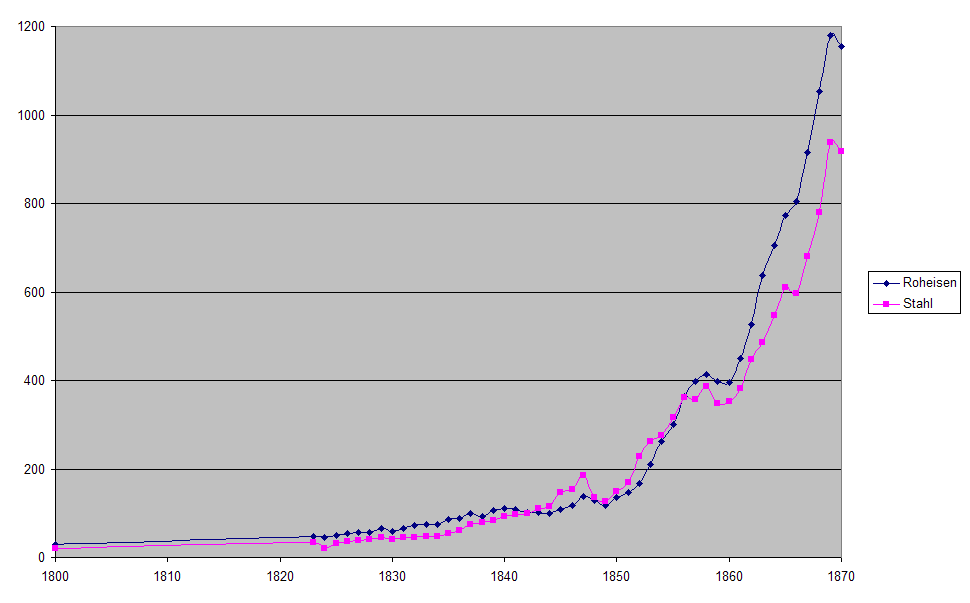
Eisen- und Stahlproduktion in Preußen 1800–1870 (in 1000 t)

Insgesamt waren um 1850 zu Beginn der eigentlichen industriellen Revolution im Gebiet des deutschen Bundes erst 13500 Arbeiter im Bereich der Roheisenerzeugung beschäftigt und ihre Produktionsmenge lag bei rund 214.000 Tonnen. In den folgenden zehn Jahren wuchs die Produktion um 150 %, in den Sechzigerjahren noch einmal um 160 % und auf dem Höhepunkt der industriellen Revolution von 1870 bis 1873 um 350 %. In dieser Zeit waren die Arbeiterzahlen lediglich um 100 % gewachsen. Die Gründe lagen in der technischen Verbesserung der Produktion, aber auch in der Entstehung einer erfahrenen Facharbeiterschaft. Die technisch aufwendigere Stahlproduktion expandierte noch stärker und hatte 1850 die Eisenherstellung fast eingeholt. Zu diesem Zeitpunkt wurden etwa 200.000 Tonnen mit etwa 20.000 Arbeitern produziert. Im Jahr 1873 lag die Produktion bei 1,6 Millionen Tonnen bei 79.000 Beschäftigten.

### Konzernbildung
Waren die schwerindustriellen Unternehmen zu Beginn der industriellen Revolution nicht selten noch Kleinbetriebe, wuchsen sie im Laufe dieser Periode teilweise zu Riesenbetrieben an. Bei Krupp arbeiteten 1835 67 Personen, 1871 waren es 9000 und 1873 knapp 13.000 Arbeitskräfte. Gleichzeitig setzten sich die Aktiengesellschaften – von Ausnahmen wie Krupp oder einigen oberschlesischen Familienbetrieben abgesehen – als dominante Unternehmensform durch.
Außerdem entstanden – insbesondere in der Schwerindustrie – in dieser Phase vertikal und horizontal verbundene Konzerne. Dabei wurden beispielsweise Bergwerke, die Eisenherstellung und Stahlproduktion, Walzwerke und Maschinenbaubetriebe vereint. In diese Richtung entwickelten sich etwa die Gutehoffnungshütte in Oberhausen, der Bochumer Verein, die Firmen Hoesch und Thyssen, der Hoerder Verein aber auch Familienunternehmen wie die der Henckel von Donnersmarck in Oberschlesien. Während die meisten Unternehmen sich erst allmählich in diese Richtung entwickelten, wurde die Dortmunder Union 1872 gleich als diversifizierter Unternehmensverband gegründet. Dasselbe gilt für die Gelsenkirchener Bergwerks AG (1873). Beide Projekte wurden maßgeblich von Friedrich Grillo vorangetrieben und durch die von Adolph von Hansemann geleitete Disconto-Gesellschaft finanziert.

### Industriefinanzierung und Bankwesen

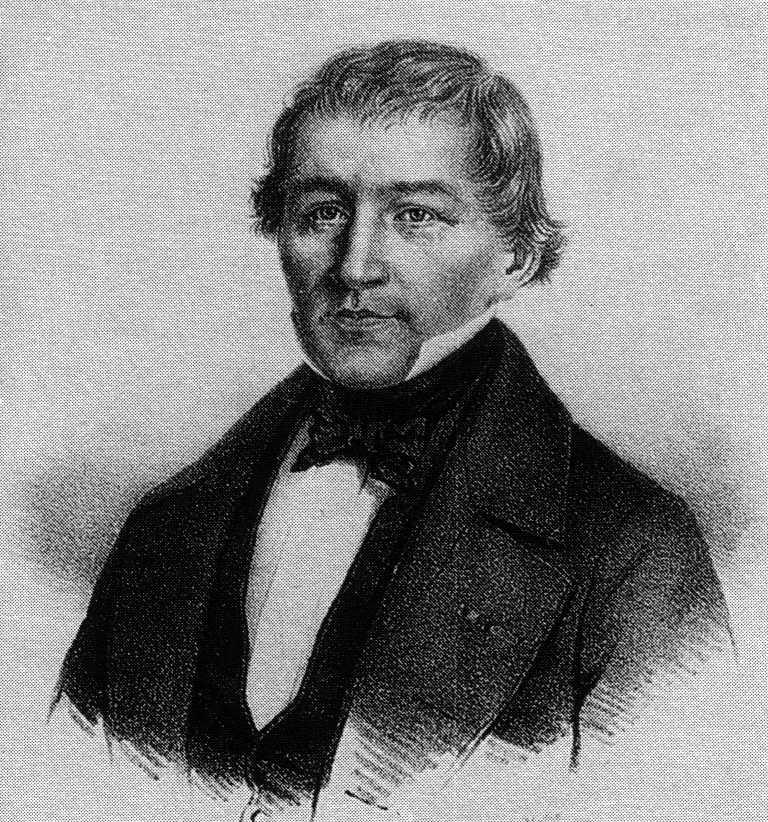
David Hansemann beschäftigte sich im Vormärz mit der Finanzierung des Eisenbahnbaus und war in den 1850er-Jahren der Gründer der Disconto-Gesellschaft (Lithographie von 1848)

Nicht selten beruhte die Finanzierung der ersten industriellen Unternehmen auf Eigenkapital oder dem Geld der Familien. Auf längere Sicht war zur Gründung und Weiterentwicklung von Unternehmen die Bereitstellung des benötigten Kapitals durch Banken notwendig. In den ersten Jahrzehnten waren dies überwiegend Privatbankiers. Daneben begann bereits vor 1870 die Entwicklung von Aktienbanken und des für die spätere Entwicklung in Deutschland typischen Systems der Universalbanken. Insbesondere bei der Finanzierung des gewinnträchtigen Eisenbahnbaus spielten die Privatbanken anfangs eine zentrale Rolle. Sie waren Ausgabestellen für die entsprechenden Aktien und die Leiter der Banken saßen vielfach in den Leitungsgremien oder Aufsichtsräten der Eisenbahngesellschaften. Besonders gut dokumentiert ist die Rolle der Privatbanken bei der Rheinischen Eisenbahngesellschaft. Die zu Beginn führende Kraft war Ludolf Camphausen. Hinzu kamen aus dem Kölner Bankwesen A. Schaaffhausen, Abraham Oppenheim sowie eine Gruppe aus Aachen um David Hansemann. Später wurde Oppenheim der Hauptanteilseigner. Von Bedeutung war das Eisenbahngeschäft auch als Brücke zur Investition in Bergbau und Schwerindustrie. Allerdings war die Finanzierung der Eisenbahnen auch sehr risikobehaftet. Daher entstanden in den Kreisen der westdeutschen Privatbankiers schon in den 1840er-Jahren Pläne für die Gründung von Aktienbanken, die allerdings an der preußischen Staatsbürokratie scheiterten. Als Reaktion auf die akute Krise der Schaafhausenschen Bank wurde 1848 als Gläubigerunternehmen der A. Schaaffhausen’sche Bankverein als erste Aktienbank gegründet. Es folgte 1853 die auch Darmstädter Bank genannte Darmstädter Bank für Handel und Industrie, an der sich unter anderem Gustav Mevissen beteiligte, 1856 die zur Aktiengesellschaft umgewandelte Disconto-Gesellschaft von David Hansemann und im gleichen Jahr die Berliner Handels-Gesellschaft. Diese Aktiengesellschaften konzentrierten sich auf die Finanzierung industrieller und anderer Unternehmungen mit einem hohen Kapitalbedarf. In der Folge kam es, anders als etwa in Großbritannien, zu einer Arbeitsteilung. Die Ausgabe von Banknoten blieb in den Händen (halb-)staatlicher Einrichtungen. Dabei spielte bald die Preußische Bank eine zentrale Rolle. Dagegen konzentrierten sich Privat- und Aktienbanken auf die Gründungs- und Emissionsaktivitäten industrieller Aktiengesellschaften.

## Wirtschaftliche Wechsellagen
Bezogen auf die Wirtschaft in diesem Zeitraum insgesamt waren die Wachstumsraten nicht überdurchschnittlich. Die durchschnittliche Steigerung des Nettosozialprodukts pro Jahr lag zwischen 1850 und 1857 bei 2,36 % und stieg in der Zeit von 1863 bis 1871 auf etwa 3,31 % an.
Ein anderes Bild ergibt sich bei getrennter Betrachtung der verschiedenen Wirtschaftssektoren. Das mit Abstand größte Wachstum wies der industrielle Bereich auf. Diese Entwicklung war das eigentlich Neue. Innerhalb der Industrie dominierte zunächst die Konsumgüterproduktion, insbesondere die Textilindustrie. Die Konjunkturentwicklung im industriellen Bereich war damit noch stark von der Reallohnentwicklung abhängig. Dies änderte sich nach 1840 deutlich, als Eisenbahnen und Schwerindustrie zu industriellen Führungssektoren aufstiegen. Die industrielle konjunkturelle Entwicklung folgte nun primär den eigenen Gewinnerwartungen.
Allerdings war der sekundäre Sektor noch nicht stark genug, um die gesamtwirtschaftliche Entwicklung zu dominieren. Erst gegen Ende der industriellen Revolution um 1870 herum übernahm er die Führungsrolle eindeutig. Bis dahin wies die Entwicklung der Landwirtschaft, also der Hauptbestandteil des primären Sektors, noch eine eigene Dynamik auf. Das ist auch einer der Gründe, warum gesamtwirtschaftliche Konjunkturzyklen im heutigen Sinn erst seit dem Beginn des Kaiserreichs auftraten. Bis dahin mischten sich in den „wirtschaftlichen Wechsellagen“ ältere agrarisch geprägte Auf- und Abschwünge mit industriellen Einflüssen.
Die agrarischen Wirtschaftskrisen älteren Typs hingen in erster Linie mit Ernteausfällen, also natürlichen Einflüssen, zusammen. Gute Ernten machten die Lebensmittel billiger, ein hoher Preisverfall allerdings führte zu Einkommensverlusten der Landwirte mit wiederum erheblichen Auswirkungen auf die Nachfrage nach gewerblichen Produkten. Umgekehrt führten schlechte Ernten zu einem extremen Ansteigen der Lebensmittelpreise. Agrarkrisen dieser Art gab es 1805/06, 1816/17 (Jahr ohne Sommer), 1829/30 und die schlimmste war die von 1846/47 (→ Kartoffelrevolution).

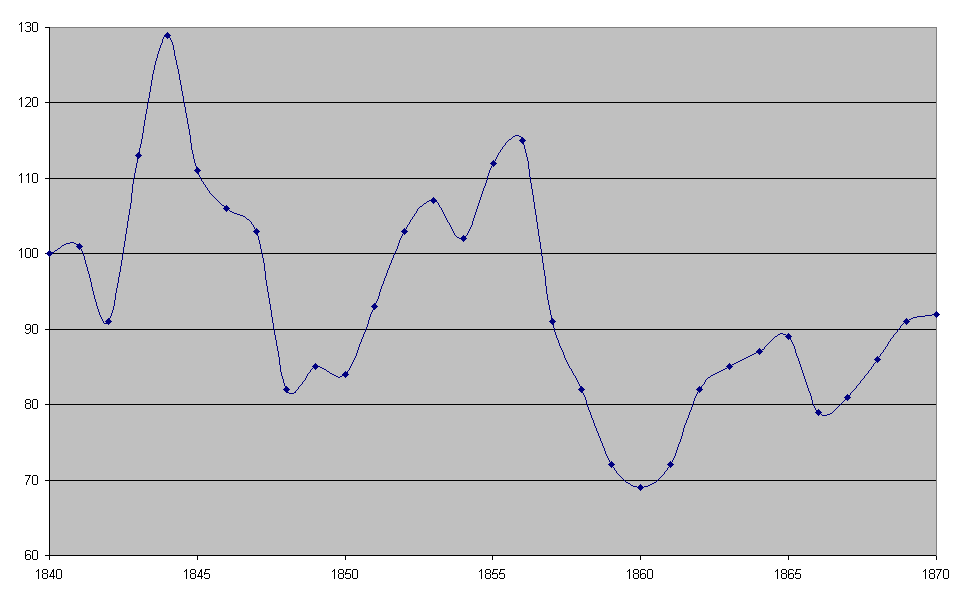
Aktienindex Deutscher Börsen 1840–1870

Der industrielle Typ der Konjunktur lässt sich in Deutschland erstmals in der Mitte der 1840er-Jahre nachweisen. In den Jahren 1841 bis 1845 kam es zu einem regelrechten Investitionsboom bei den Eisenbahnen, der innerhalb kürzester Zeit in bislang unbekannter Höhe Kapital anzog, dann aber rasch wieder abbrach.
Das Nachlassen dieses Aufschwungs hing mit der Agrarkrise von 1847 zusammen und verstärkte diese zusätzlich. Zu Lebensmittelteuerung und Hungerkrise kamen Arbeitslosigkeit und Verdienstausfall. Dies hat die vorrevolutionäre Entwicklung auch in den unteren Schichten zusätzlich verstärkt. Das Konjunkturtief endete erst Ende 1849 oder Anfang 1850.
Für eine grundsätzliche Wende spricht nach Ansicht von Historikern, dass die Ernteausfälle etwa in den frühen 1850er-Jahren sich nur noch regional auswirkten, da insbesondere der Transport per Eisenbahn für einen innereuropäischen Ausgleich sorgte. In diese Zeit fielen Investitionen in alle gewerblichen Bereiche, vor allem in die Eisenbahn. Der Aufstieg der Industrie wurde von 1857 bis 1859 durch einen massiven Konjunkturabschwung, der vielfach auch als „erste Weltwirtschaftskrise“ (Hans Rosenberg) bezeichnet wurde, unterbrochen. Im Kern handelte es sich dabei um eine Handels-, Spekulations- und Bankenkrise, ausgehend vor allem von Hamburg. Zur Krise kam es, als die mit Bankwechseln finanzierten Handels- und Rüstungsgeschäfte zwischen Hamburg, Amerika, England und Skandinavien platzten. Der Ursprung lag dabei in den USA, wo der Zusammenbruch einer Bank eine Art Kettenreaktion und den Zusammenbruch zahlreicher weiterer Kreditinstitute auslöste. Allerdings gab es auch Faktoren im industriellen Bereich. So hielten vielerorts die Produktionskapazitäten mit der Nachfrage nicht Schritt. Die Krise war allerdings wesentlich kürzer und die Auswirkungen weniger gravierend als die Gründerkrise nach 1873.
Im Vergleich zur ersten Hälfte der 1850er-Jahre blieb die Konjunktur in der ersten Hälfte der 1860er-Jahre vergleichsweise schwach. Dies lag vor allem an äußeren Einflüssen wie dem Amerikanischen Bürgerkrieg. Durch das Ausbleiben von Baumwolllieferungen aus dem Süden litt vor allem die Textilindustrie. Im Übrigen hielten sich die Unternehmen nach den Erfahrungen der Jahre 1857–1859 mit Investitionen zurück. Nach der Mitte der 1860er-Jahre erfolgte erneut ein beachtlicher wirtschaftlicher Aufschwung, der in den „Gründerboom“ überging. Dieser wurde nicht mehr allein von der Schwerindustrie getragen, sondern fast ebenso deutlich wuchsen die Textilindustrie und die Landwirtschaft. Nur kurz gebremst durch den Krieg von 1870/71 setzte sich das Wachstum bis zum Beginn der Gründerkrise 1873 fort. Waren die wirtschaftlichen Wechsellagen noch in der Mitte des Jahrhunderts auch agrarisch bestimmt, dominierte nunmehr eindeutig die Industrie.

## Wandel der Gesellschaft und soziale Frage
Während der Jahrzehnte der industriellen Revolution änderte sich neben der Wirtschaft auch die Gesellschaft stark. Ähnlich wie im wirtschaftlichen Raum ältere Gewerbeformen neben die moderne Industrie traten, mischten sich auch ältere und neuere Lebensweisen, soziale Gruppen und gesellschaftliche Problemlagen. Die Entstehung sozialistischer Staatssysteme war eine Antwort auf Defizite bisheriger Organisationssysteme und prägen die politische Landschaft.

### Bürgertum
Das 19. Jahrhundert gilt als Zeit des Durchbruchs der bürgerlichen Gesellschaft. Die Bürger stellten quantitativ allerdings nie die Mehrheit der Gesellschaft. Anfangs überwog die ländliche Gesellschaft und am Ende war die Industriearbeiterschaft im Begriff, die Bürger zahlenmäßig zu überholen. Die bürgerliche Lebensweise, ihre Werte und ihre Normen wurden prägend für das 19. Jahrhundert. Zwar behaupteten Monarchen und Adel zunächst noch ihre Führungsrolle in der Politik, aber diese wurde allein durch die neuen nationalen und bürgerlichen Bewegungen mitgeprägt und herausgefordert.

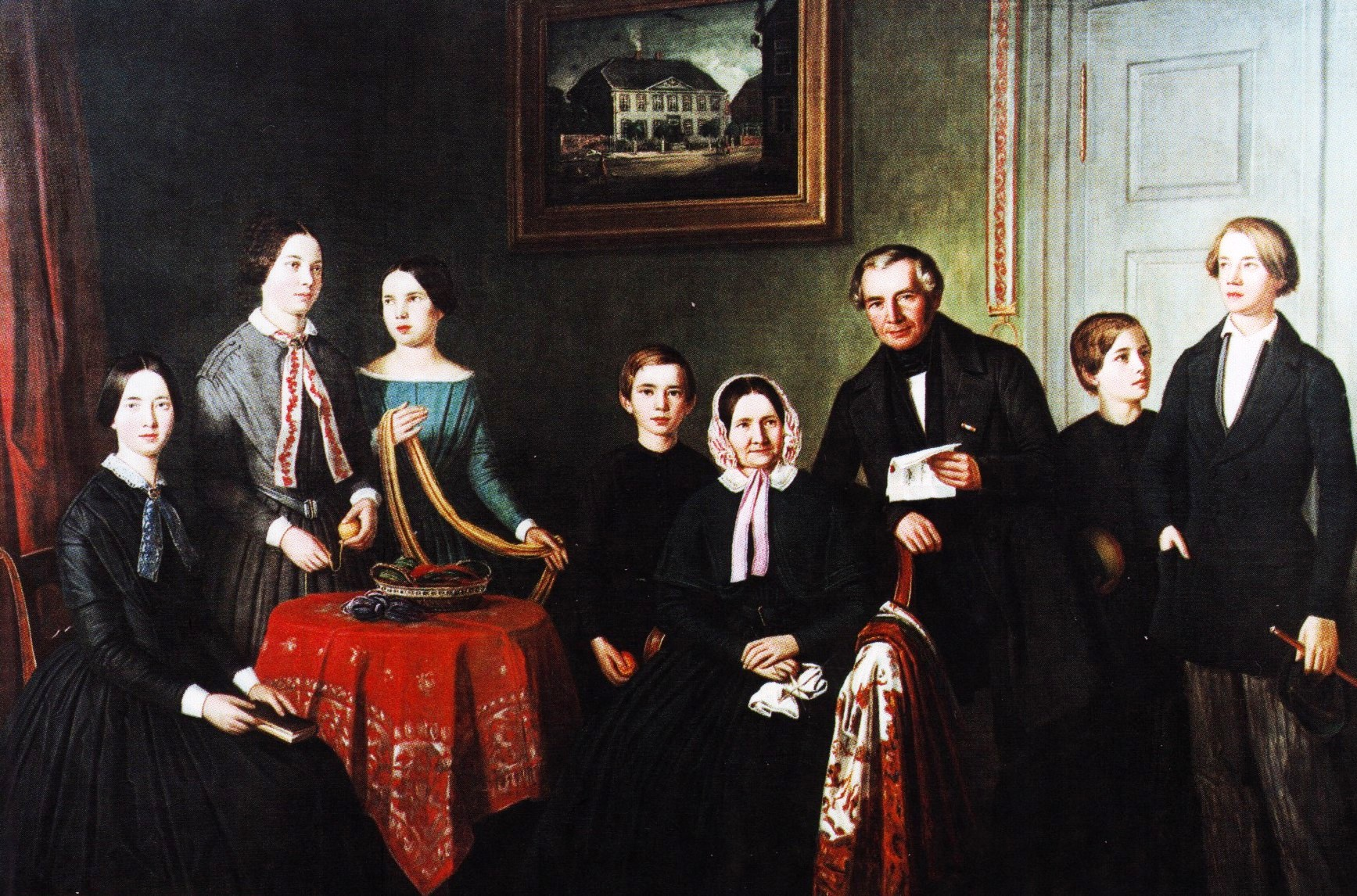
Ölgemälde der Familie des Unternehmers Brökelmann von Engelbert Seibertz aus dem Jahr 1850

Allerdings war das Bürgertum keine homogene Gruppe, sondern bestand aus verschiedenen Teilen. In einer Kontinuität mit dem Bürgertum der frühen Neuzeit stand das alte Stadtbürgertum der Handwerker, Gastwirte oder Händler. Nach unten ging dieses allmählich in das Kleinbürgertum der kleinen Gewerbetreibenden, Einzelmeister oder Händler über. Die Zahl der Vollbürger lag bis ins 19. Jahrhundert hinweg zwischen 15 und 30 % der Einwohner. Die Exklusivität des Bürgerstatus verloren sie nach den Reformen in den Rheinbundstaaten, in Preußen und später auch in den anderen deutschen Staaten durch den staatsbürgerlichen Gleichheitsbegriff und der allmählichen Durchsetzung der Einwohnergemeinden. Von Ausnahmen abgesehen, verharrte die Gruppe der alten Stadtbürger im frühen 19. Jahrhundert in den überkommenen Lebensformen. Im Stadtbürgertum zählte ständische Tradition, Familienrang, vertraute Geschäftsformen, schichtenspezifischer Aufwandkonsum. Dagegen stand diese Gruppe der raschen aber risikoreichen industriellen Entwicklung skeptisch gegenüber. Numerisch bildete diese Gruppe bis weit in die Mitte des 19. Jahrhunderts die größte Bürgergruppe.
Jenseits des alten Bürgerstandes stiegen seit dem 18. Jahrhundert neue Bürgergruppen auf. Dazu zählen vor allem das Bildungs- und Wirtschaftsbürgertum. Den Kern des Bildungsbürgertums im Gebiet des Deutschen Bundes bildeten vorwiegend die höheren Beschäftigten im Staatsdienst, in der Justiz und dem im 19. Jahrhundert expandierenden höheren Bildungswesen der Gymnasien und Universitäten. Neben dem beamteten Bildungsbürgertum gewannen freie akademische Berufe wie Ärzte, Rechtsanwälte, Notare oder Architekten erst seit den 1830/40er-Jahren zahlenmäßig an Gewicht. Konstituierend war für diese Gruppe, dass die Zugehörigkeit nicht auf ständischen Vorrechten, sondern auf Leistungsqualifikationen beruhte.
Zwar war die Selbstrekrutierung hoch, aber das Bildungsbürgertum in der ersten Hälfte des 19. Jahrhunderts war durchaus aufnahmebereit für soziale Aufsteiger. Etwa 15–20 % stammte aus eher kleinbürgerlichen Verhältnissen und schaffte den Aufstieg über das Abitur und ein Studium. Die unterschiedliche Herkunft wurde durch die Ausbildung und ähnliche soziale Verkehrskreise angeglichen.

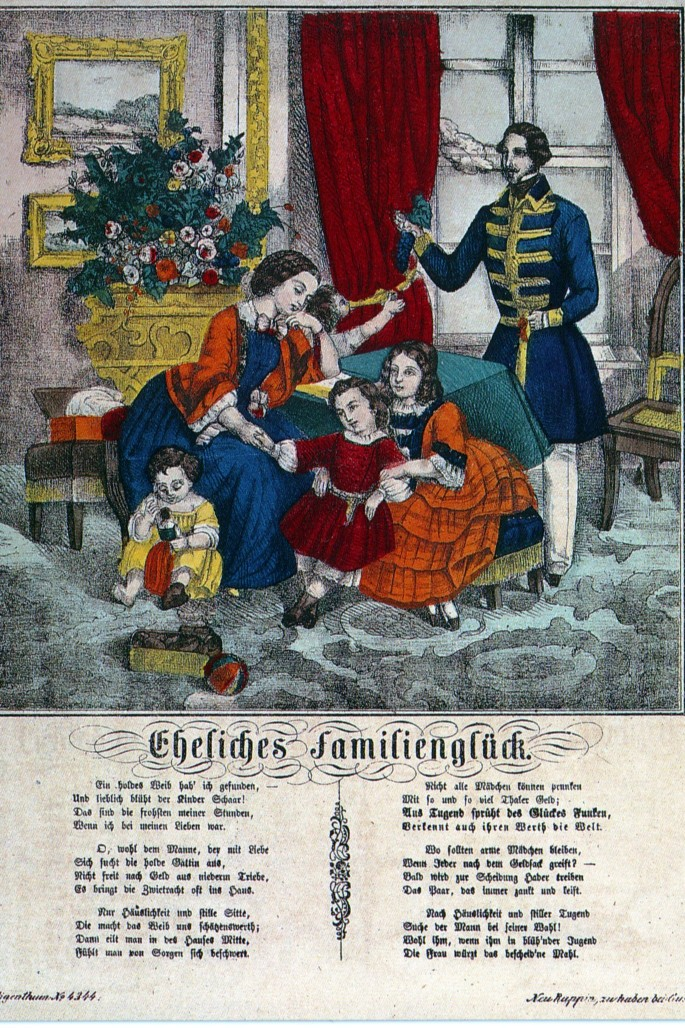
Idealisierte Darstellung des bürgerlichen Familienbildes (Neuruppiner Bilderbogen etwa 1860–1870)

Das Bildungsbürgertum, das einen beträchtlichen Teil der bürokratischen und juristischen Funktionselite stellte, war politisch die sicherlich einflussreichste bürgerliche Teilgruppe. Gleichzeitig setzte sie aber auch kulturelle Normen, die mehr oder weniger von anderen bürgerlichen Gruppen bis hin in die Arbeiterklasse und selbst vom Adel teilweise adaptiert wurden. Dazu gehört etwa das bis ins 20. Jahrhundert hinein dominierende bürgerliche Familienbild des öffentlich tätigen Mannes und der Haus und Kinder versorgenden Ehefrau. Das Bildungsbürgertum stützte sich auf ein neuhumanistisches Bildungsideal. Dieses diente zur Abgrenzung sowohl gegenüber dem auf Privilegien beruhenden Adel als auch gegenüber den ungebildeten Schichten.
Mit der industriellen Entwicklung trat neben Stadt- und Bildungsbürger zunehmend ein neues Wirtschaftsbürgertum. Die deutsche Form der Bourgeoisie entstammte der Gruppe der Unternehmer. Die Forschung schätzt, dass bis zur Mitte des 19. Jahrhunderts hierzu einige hundert Unternehmerfamilien zu rechnen waren. Bis 1873 nahm ihre Zahl zwar auf einige tausend Familien zu, aber das Wirtschaftsbürgertum war zahlenmäßig die kleinste bürgerliche Teilgruppe. Zu ihnen gehörten neben den Industriellen auch Bankiers, Kapitalbesitzer und zunehmend die angestellten Manager.
Die soziale Herkunft der Wirtschaftsbürger war unterschiedlich. Einige von ihnen, wie August Borsig, waren soziale Aufsteiger aus Handwerkerkreisen, ein beträchtlicher Teil stammte wie etwa die Krupps aus angesehenen, lang eingesessenen und wohlhabenden stadtbürgerlichen Kaufmannsfamilien. Es wird geschätzt, dass etwa 54 % der Industriellen aus Unternehmerfamilien stammten, 26 % kamen aus Familien von Landwirten, selbstständigen Handwerkern oder kleineren Händlern, die übrigen 20 % kamen aus dem Bildungsbürgertum, aus Offiziers- und Großgrundbesitzerfamilien. Aus Arbeiterfamilien oder der ländlichen Unterschicht kam so gut wie kein Industrieller. Bereits während der industriellen Revolution verlor der Typus des sozialen Aufsteigers an Gewicht. Während etwa 1851 erst 1,4 % der Unternehmer akademisch gebildet waren, hatten 1870 37 % aller Unternehmer eine Hochschule besucht. Seit den 1850er-Jahren begann sich das Wirtschaftsbürgertum durch seinen Lebensstil – etwa durch den Bau von repräsentativen Villen oder den Kauf von Landbesitz – von den übrigen bürgerlichen Gruppen abzusondern. Teilweise begannen diese, sich in ihrem Lebensstil am Adel zu orientieren. Die Möglichkeiten dazu hatten allerdings nur die Besitzer von Großbetrieben. Daneben gab es eine mittlere Schicht von Unternehmern, wie die Familie Bassermann, die sich vom Adel abgrenzte und einer ausgesprochenen Mittelstandsideologie folgte.

### Pauperismus
Das Wachstum der neuen Industrie war in einigen Gegenden beeindruckend; diese Impulse reichten aber lange Zeit nicht aus, um die wachsende Bevölkerung vernünftig zu beschäftigen und zu ernähren. Hinzu kam, dass der Zusammenbruch alter Gewerbe und die Krise des Handwerks die soziale Not noch verschärften. Davon betroffen war vor allem das vielfach überbesetzte produzierende Handwerk. Auf mittlere Sicht allerdings gelang es den Handwerkern, sich an die industriekapitalistischen Bedingungen anzupassen. So profitierte das Bauhandwerk vom Wachstum der Städte und andere Handwerksbereiche konzentrierten sich zunehmend auf die Reparatur statt auf die Produktion.

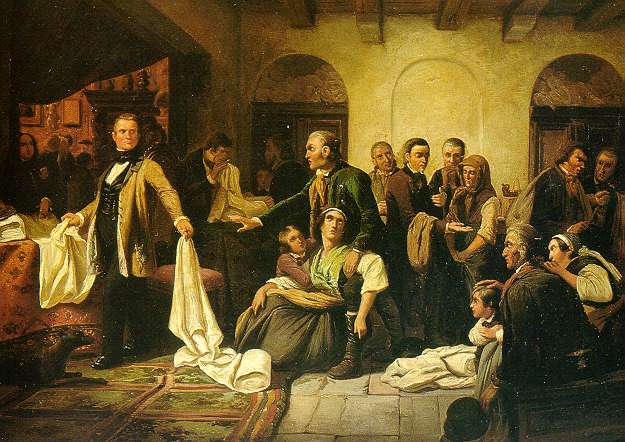
Die schlesischen Weber (Gemälde von Carl Wilhelm Hübner, 1846)

In der ländlichen Gesellschaft hatte seit dem 18. Jahrhundert die Zahl der Betriebe in unter- oder kleinbäuerlichen Schichten mit nur wenig oder gar keinem Ackerland stark zugenommen. Dazu hatten die gewerblichen Erwerbsmöglichkeiten – sei es im Landhandwerk oder im Heimgewerbe – stark beigetragen. Mit der Krise des Handwerks und dem Niedergang des Heimgewerbes gerieten erhebliche Teile dieser Gruppen in Existenznöte. Diese Entwicklungen trugen zum Pauperismus des Vormärz nicht unwesentlich bei. Mittelfristig kamen aus diesen Gruppen große Teile der Fabrikarbeiter, aber für eine längere Übergangszeit bedeutete die Industrialisierung eine Verarmung von zahlreichen Menschen. Zunächst ging mit den Gewinnmöglichkeiten der Lebensstandard zurück, ehe ein Großteil etwa der Heimgewerbetreibenden erwerbslos wurde. Am bekanntesten sind in diesem Zusammenhang die schlesischen Weber.

### Auswanderung
Da die meisten der neuen Industrien zunächst den lokalen Unterschichten Arbeit gaben, spielte die Binnenwanderung in den ersten Jahrzehnten noch eine untergeordnete Rolle. Stattdessen schien die Auswanderung eine Möglichkeit zu sein, die soziale Not zu überwinden. In den ersten Jahrzehnten des 19. Jahrhunderts war der quantitative Umfang dieser Art von Wanderungsbewegung noch begrenzt. Zwischen 1820 und 1830 schwankte die Zahl der Auswanderer zwischen 3000 und 5000 Personen pro Jahr. Seit den 1830er-Jahren begannen die Zahlen deutlich anzusteigen. Hier wirkte sich vor allem die Hauptphase des Pauperismus und der Agrarkrise von 1846/47 aus. Einen ersten Höhepunkt erreichte die Bewegung daher auch 1847 mit 80.000 Auswanderern.

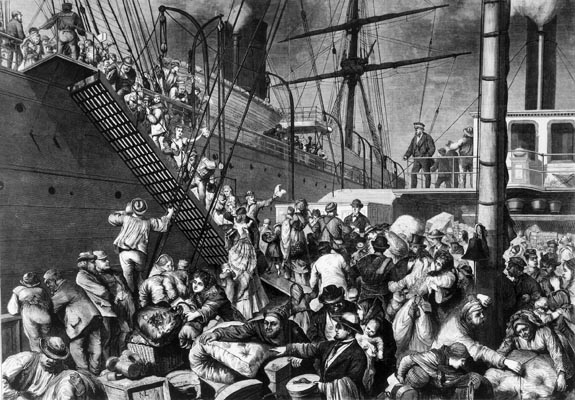
Deutsche Auswanderer im Hamburger Hafen (um 1850)

Die Auswanderung selbst nahm organisierte Formen zunächst durch Auswanderungsvereine und zunehmend durch kommerziell orientierte Agenten an, die nicht selten mit anrüchigen Methoden arbeiteten und ihre Klientel betrogen. Teilweise, vor allem in Südwestdeutschland und insbesondere in Baden, wurde die Auswanderung von den Regierungen gefördert, um so die soziale Krise zu entschärfen.
In den frühen 1850er-Jahren stieg die Zahl der Auswanderer weiter an und lag 1854 bei 239.000 Menschen pro Jahr. Dabei mischten sich soziale, wirtschaftliche und auch latent politische Motive. Insgesamt wanderten zwischen 1850 und 1860 etwa 1,1 Millionen Personen aus, davon kamen allein ein Viertel aus den Realteilungsgebieten Südwestdeutschlands.

### Entstehung der Arbeiterschaft
Seit etwa der Mitte der 1840er-Jahre begannen sich die Zusammensetzung und der Charakter der unteren Gesellschaftsschichten zu wandeln. Ein Indikator dafür ist, dass etwa seit dieser Zeit der Begriff Proletariat im zeitgenössischen gesellschaftlichen Diskurs eine immer wichtigere Rolle spielte und den Pauperismusbegriff bis in die 1860er-Jahre verdrängte. Wie differenziert diese Gruppe im Übergang von der traditionellen zur industriellen Gesellschaft war, zeigen zeitgenössische Definitionen. Dazu zählten Handarbeiter und Tagelöhner, die Handwerksgesellen und Gehilfen, schließlich die Fabrik- und industriellen Lohnarbeiter. Diese „arbeitenden Klassen“ im weitesten Sinn stellten in Preußen 1849 etwa 82 % aller Erwerbstätigen und zusammen mit ihren Angehörigen machten sie 67 % der Gesamtbevölkerung aus.
Unter diesen bildeten die modernen Fabriksarbeiter zunächst noch eine kleine Minderheit. Rein quantitativ zählte man in Preußen (einschließlich der Beschäftigten in den Manufakturen) im Jahr 1849 270.000 Fabrikarbeiter. Unter Einschluss der 54.000 Bergleute kommt man insgesamt auf die noch recht geringe Zahl von 326.000 Arbeitern. Diese Zahl stieg bis 1861 auf 541.000 an. Noch immer waren die Industriearbeiter eine zwar strategisch wichtige, aber zahlenmäßig eher kleine Gruppe der arbeitenden Klassen. Am Ende der industriellen Revolution zu Beginn der 1870er-Jahre zählten die Statistiker in Preußen 885.000 Industriearbeiter und 396.000 Bergleute. Auf einer etwas anderen Datengrundlage zählte das neue Statistische Reichsamt 1871 bereits 32 % der Erwerbstätigen zum Bereich von Bergbau, Industrie, Hütten- und Bauwesen. Hoch war noch immer die Zahl der Handarbeiter und Dienstboten außerhalb der Industrie und Landwirtschaft mit immerhin noch 15,5 %. In Hinblick auf die industriell-bergbauliche Beschäftigung lag das hochentwickelte Sachsen mit 49 % der Erwerbstätigen klar an der Spitze.

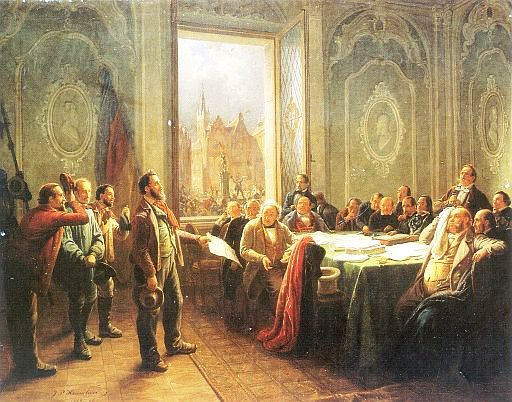
Arbeiter vor dem Magistrat während der Revolution von 1848 (Gemälde von Johann Peter Hasenclever)

Es unterschieden sich in ihren Verdienstmöglichkeiten nicht etwa nur die ländlichen Tagelöhner und die städtischen Industriearbeiter, sondern auch innerhalb dieser Gruppen gab es deutliche Differenzierungen. Die Organisation der Arbeit in Großbetrieben führte etwa zu einer ausgeprägten Betriebshierarchie aus gelernten, angelernten und ungelernten Beschäftigten. Der Kern der Facharbeiter stammte vor allem aus den Gesellen und Meistern des krisengeschüttelten Handwerks. Noch einmal deutlich abgehoben waren spezialisierte Berufsgruppen wie Drucker oder Setzer. Diese verfügten nicht selten über ein erhebliches Maß an Bildung, organisierten sich frühzeitig und fühlten sich als Avantgarde der qualifizierten Arbeiterschaft. Nicht zufällig kamen mit Stephan Born der Gründer und viele Anhänger der Allgemeinen Deutschen Arbeiterverbrüderung aus diesem Umfeld. Die ungelernten und angelernten Arbeiter stammten meist aus den städtischen Unterschichten oder aus den umliegenden ländlichen Gebieten. In den Jahrzehnten der industriellen Revolution, also seit den 1850er-Jahren, begann die wachsende Industrie nunmehr auch vermehrt Binnenwanderer anzuziehen.
Frauenarbeit war und blieb in einigen Branchen wie der Textilindustrie weit verbreitet, im Bergbau oder der Schwerindustrie waren Frauen allerdings kaum beschäftigt. Vor allem in den ersten Jahrzehnten gab es gerade in der Textilindustrie auch Kinderarbeit. Allerdings war das Ausmaß deutlich geringer als in den ersten Jahrzehnten der Industrialisierung in England. Außerdem blieb sie ein vorübergehendes Phänomen. Kinder- und Frauenarbeit blieb allerdings in der Landwirtschaft und im Heimgewerbe eine weit verbreitete Erscheinung.
Das Verschmelzen der anfangs sehr heterogenen Gruppen zu einer Arbeiterschaft mit einem mehr oder weniger gemeinsamen Selbstverständnis erfolgte zunächst in den Städten und war nicht zuletzt ein Ergebnis der Zuwanderung von ländlichen Unterschichten. Die Angehörigen der pauperisierten Schichten des Vormärz hofften in den Städten dauerhaftere und besser entlohnte Verdienste zu finden. Im Laufe der Zeit wuchs die anfangs sehr heterogene Schicht der „arbeitenden Klassen“ zusammen, es entwickelte sich gefördert durch das enge Zusammenleben in den engen Arbeiterquartieren ein dauerhaftes soziales Milieu.
Innerhalb der „arbeitenden Klassen“ vollzog sich ein tiefgreifender Mentalitätswandel. Hatten die städtischen und ländlichen Unterschichten ihre Not noch weitgehend als unabänderlich angesehen, führten die neuen Verdienstmöglichkeiten in der Industrie zur Verstärkung des Veränderungswillens. Die Betroffenen sahen ihre Lage als ungerecht an und drängten auf Veränderungen. Dies war eines der sozialen Fundamente für die entstehende Arbeiterbewegung. Die auf wachsende Bevölkerungsgruppen abhängig Arbeitender sich ausbreitenden sozialen Missstände wurden als Soziale Frage diskutiert, für die Sozialreformer, Kathedersozialisten und Frühsozialisten unterschiedliche Lösungen entwickelten.

### Soziale Frage
Die zunehmende Ansiedlung von Arbeitern in den Städten und deren starke Abhängigkeit von der Lohnarbeit führte in Verbindung mit der durch industrielle Produktionsmittel bedingte Bevölkerungsexplosion zu vielfältigen Problemen. Alkoholismus, Wohnungsnot, Krankheiten und vor allem Ausbeutung führten zur Entstehung von neuen Bewegungen und Philosophien. Gewerkschaften, eine Vielfalt an Parteien und allem voran der Kommunismus nach Marx und Engels versuchten die Probleme der neuen Gesellschaftsordnung und deren Strukturwandel zu organisieren.

## Zeitschriftenartikel
- Die heutige Lage der gewerblichen Industrie in Deutschland. In: Illustrirte Zeitung. Nr. 2. J. J. Weber, Leipzig 8. Juli 1843, S. 22–23 (Wikisource).